# Biserica de lemn Sfinții Arhangheli din Vima Mică

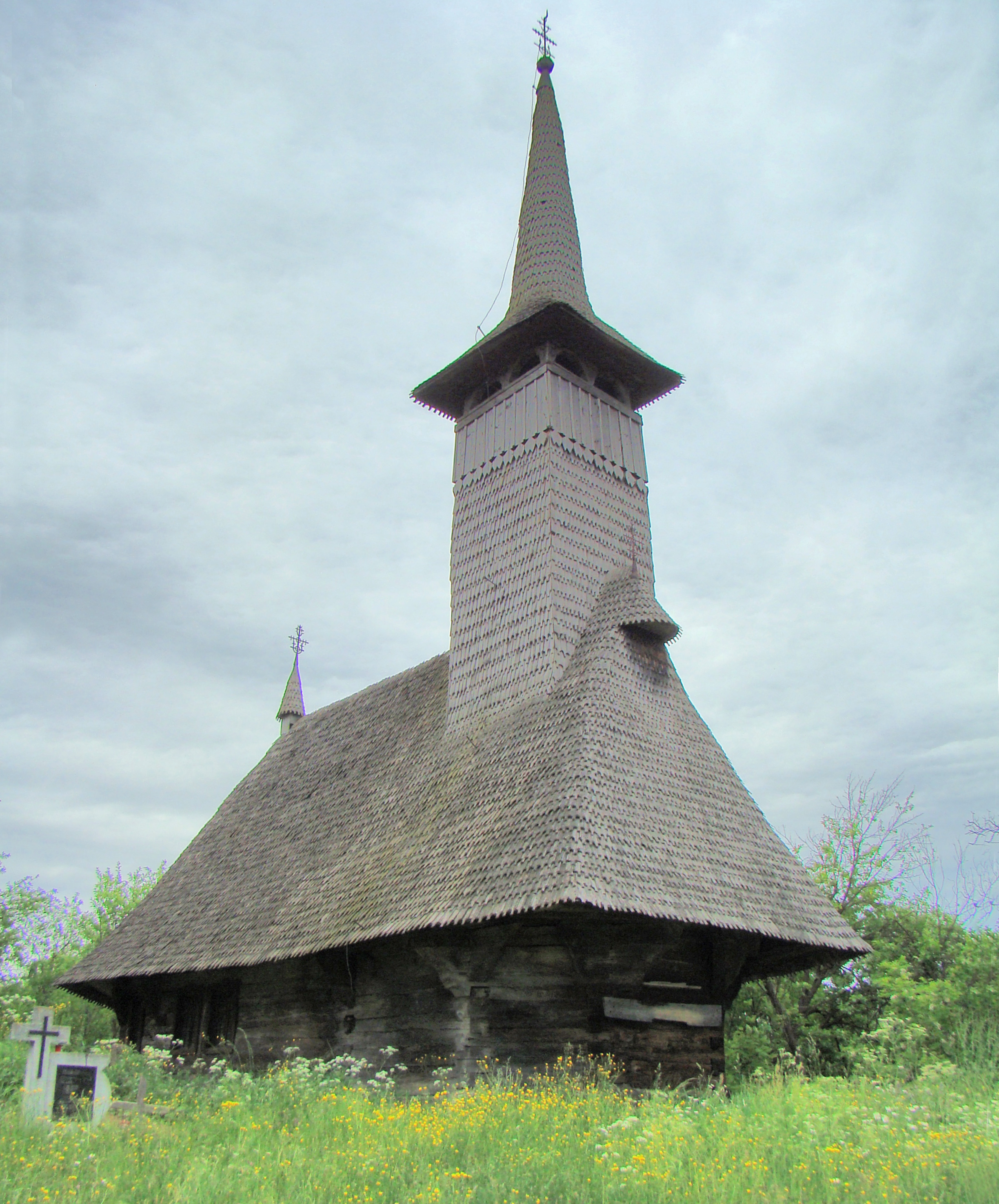
Biserica de lemn „Sfinții Arhangheli Mihail și Gavriil” din Vima Mică, comuna Vima Mică, județul Maramureș, foto: mai 2009.

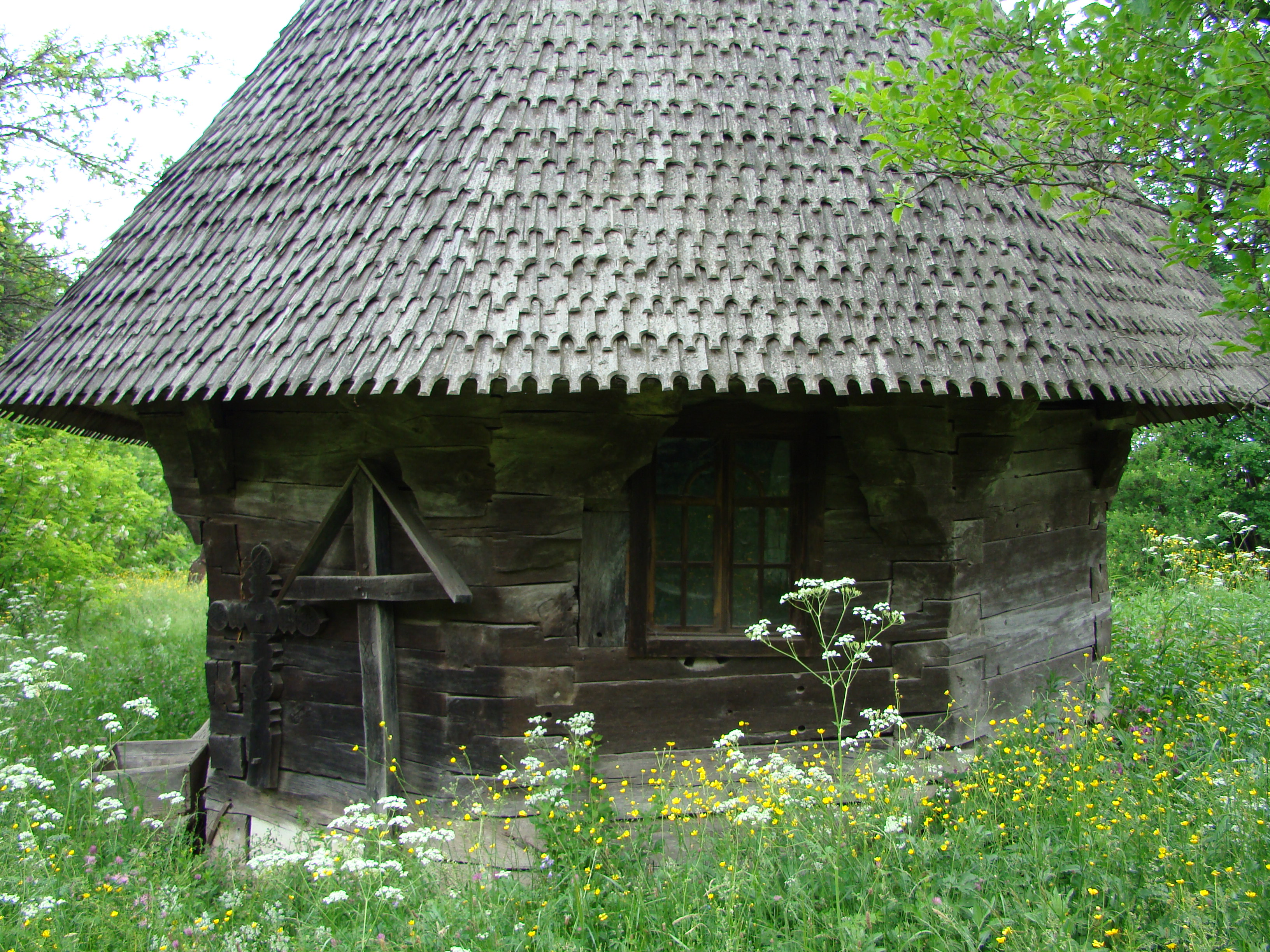
Absida altarului

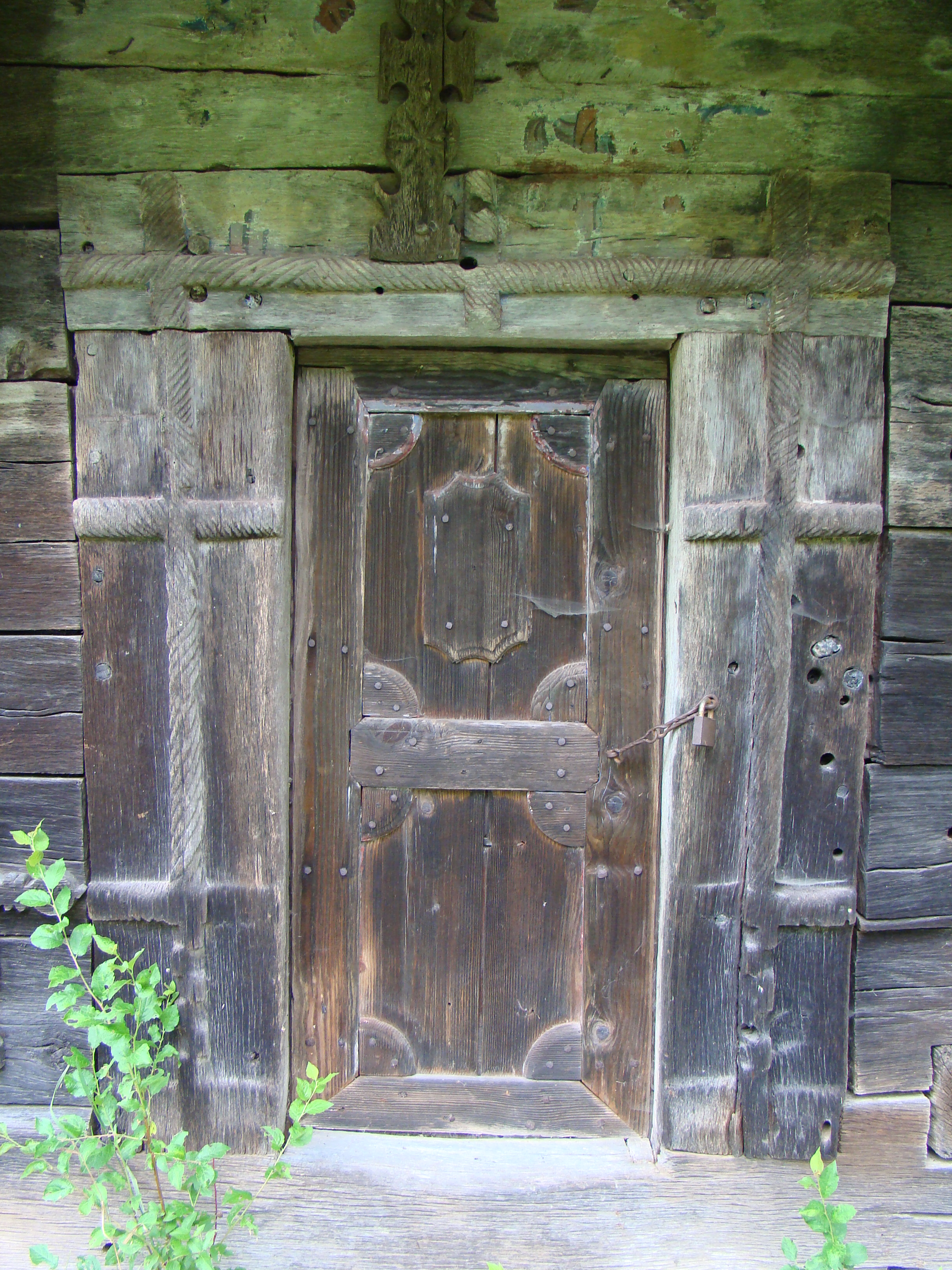
Portalul intrării

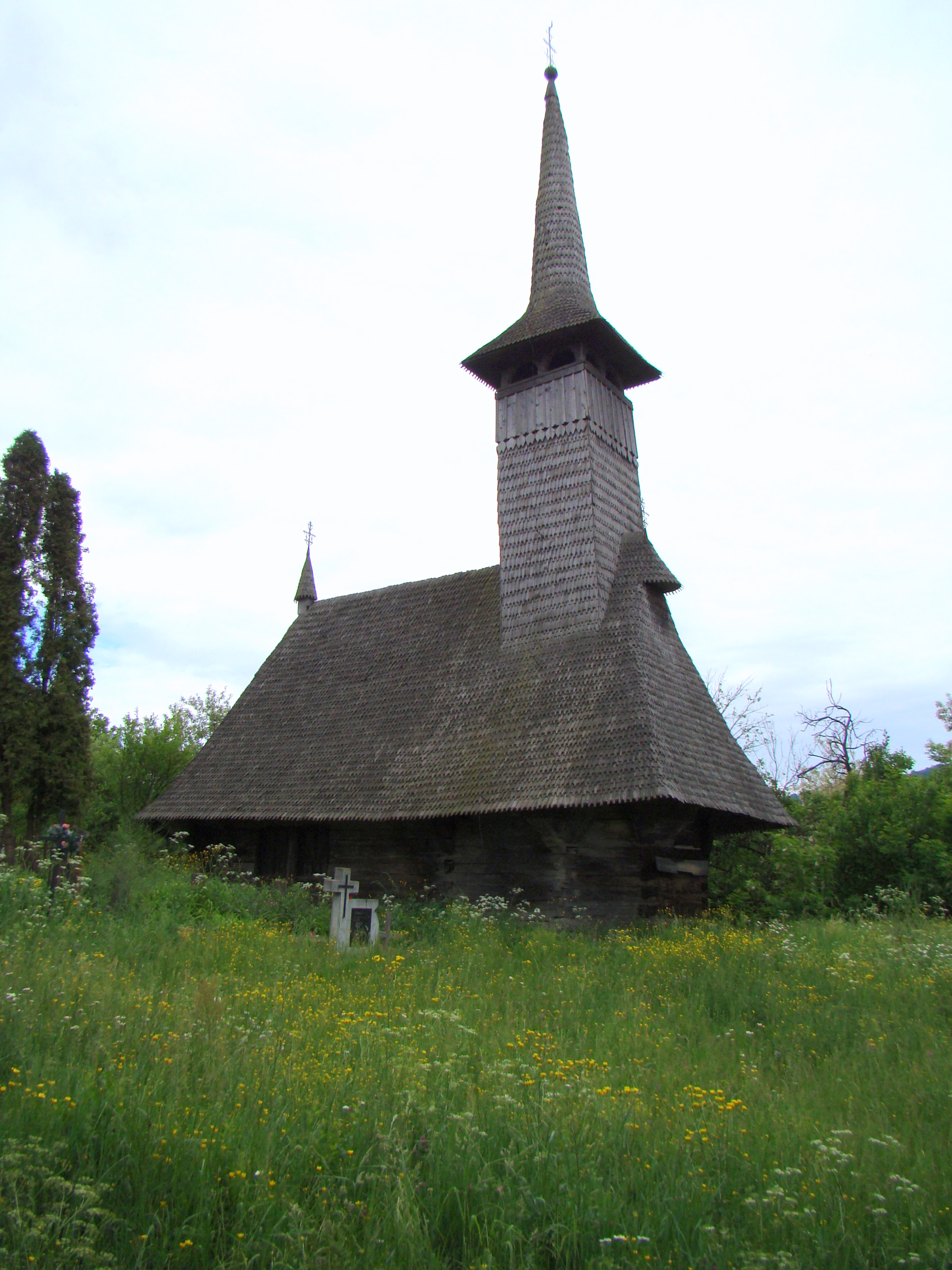
Biserica (nord-vest)

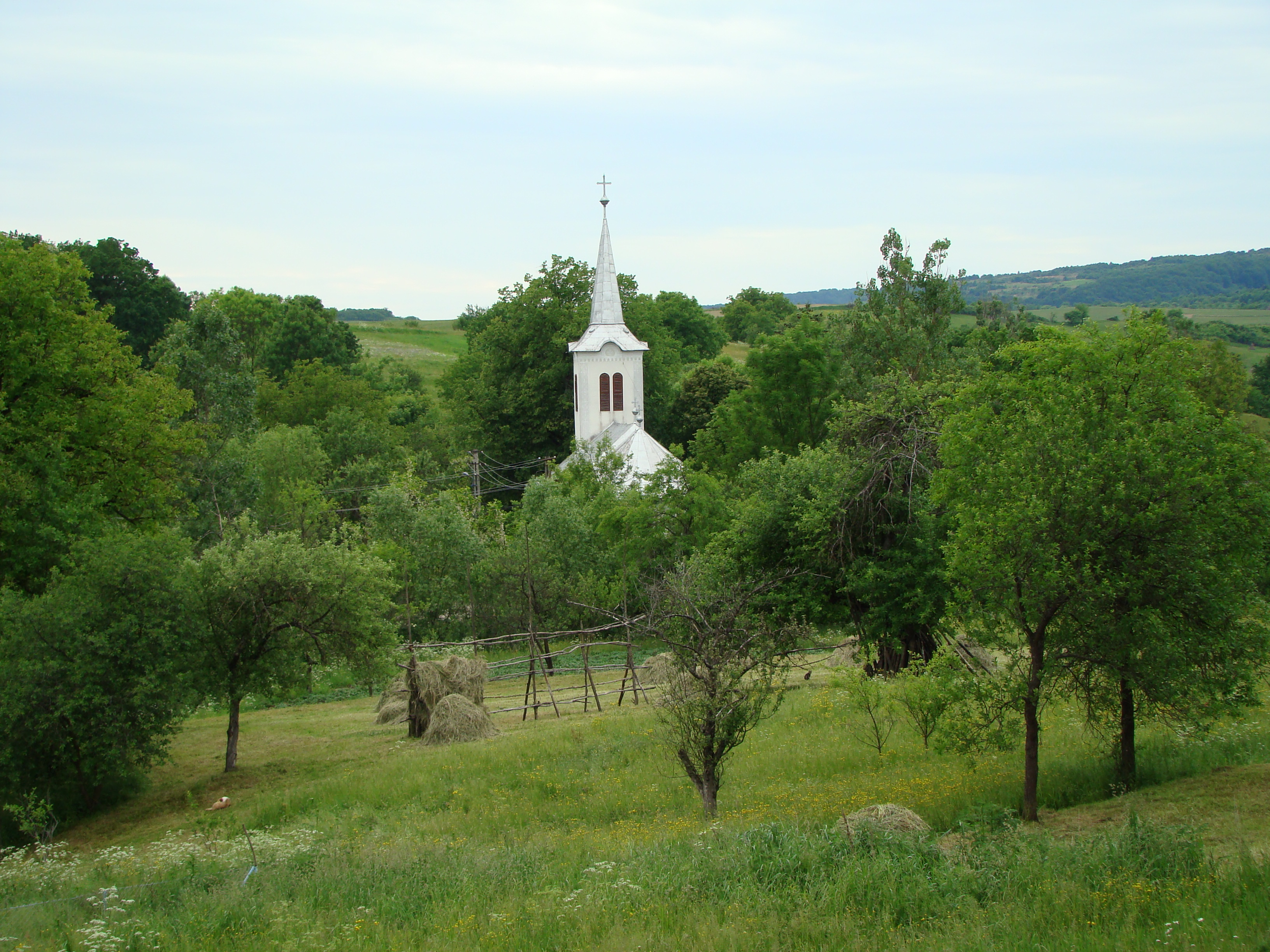
Împrejurimile, cu biserica de zid greco-catolică „Sfântul Ioan Botezătorul”, construită în 1902

Biserica de lemn din Vima Mică, comuna Vima Mică, județul Maramureș datează din secolul XVII. Are hramul „Sfinții Arhangheli Mihail și Gavriil”. Biserica se află pe noua listă a monumentelor istorice sub codul LMI:  MM-II-m-A-04795.

## Istoric și trăsături
Biserica de lemn „Sfinții Arhangheli” din Vima Mică a fost construită, probabil, în a doua jumătate a secolului al XVII-lea, având în vedere unele particularități arhitecturale. Conform inscripției, în anul 1854 acoperișul bisericii a fost „șindrilit”. Biserica este structurată astfel: pronaos, naos și altar poligonal. Turnul-clopotniță are coiful tronconic și este terminat cu o cruce cu trei brațe și semilună. Portalul de la intrare este decorat cu torsadă, la intersectarea căreia se află multiplicată crucea Ierusalimului. 
Decorul din interior are valoare de unicat. Pe ancadramentul ușii de intrare în pronaos, se află reprezentarea Pomului Vieții, iar ușa este decorată în stil aparte. Pictura a fost refăcută în anul 1902, de zugravul Ioan Coste. În pronaos, pe peretele estic, se află scena, singulară în zonă, „Visul și Scara lui Iacov”. Naosul este decorat pe peretele vestic cu scene din Patimi, pe cel sudic cu „Iisus silit să ducă crucea” și „Coborârea de pe cruce”, iar pe cel nordic cu „Cina cea de taină”. Pe boltă apar scenele „Înălțarea la cer a profetului Ilie”, Evangheliștii și „Sfânta Troiță”.
Iconostasul îl prezintă, în registre distincte, pe Iisus între apostoli și pe Iisus răstignit înconjurat de prooroci. Ușile împărătești sunt pictate cu „Buna Vestire” și evangheliștii, în medalioane.

## Galerie de imagini

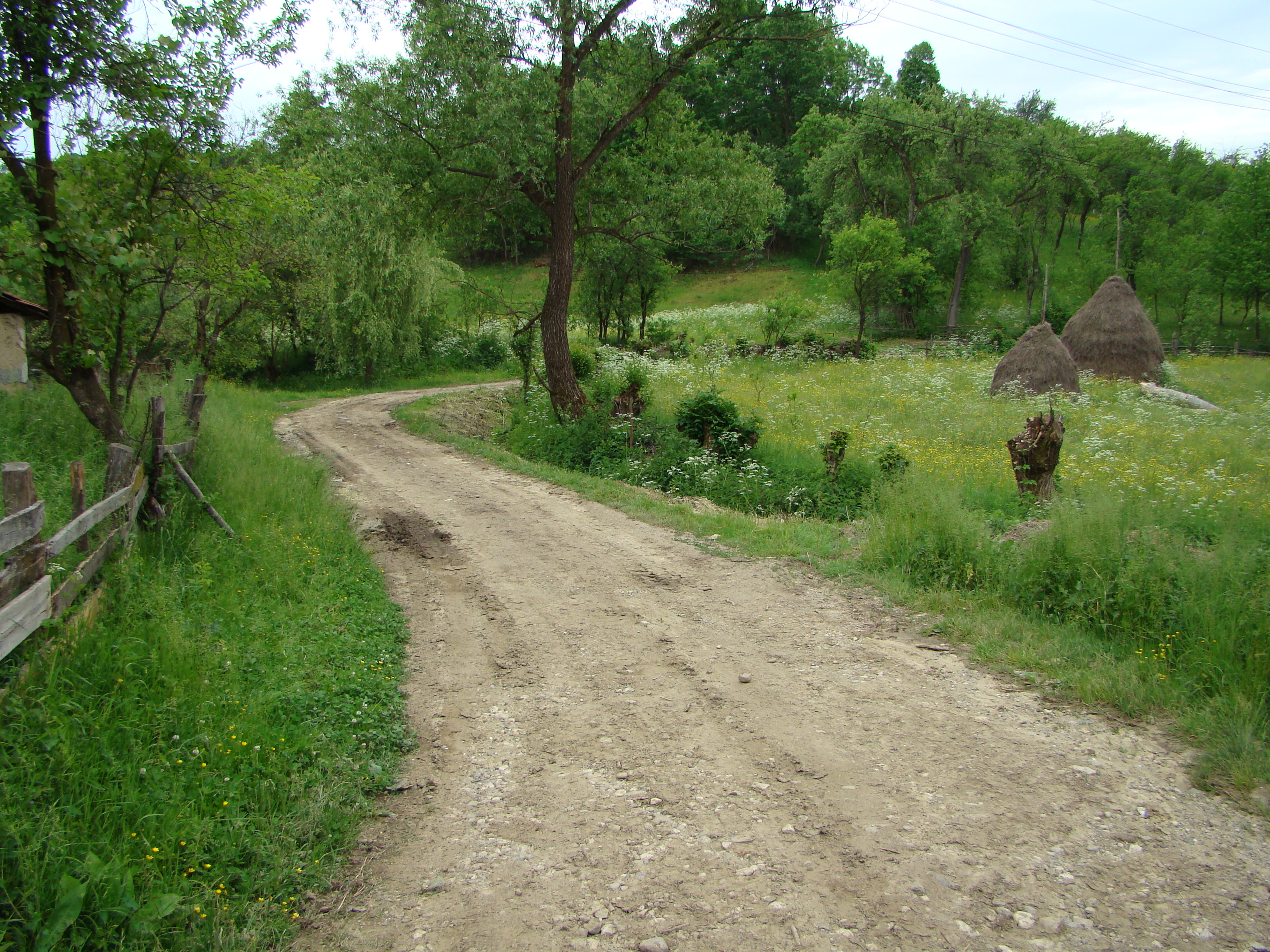
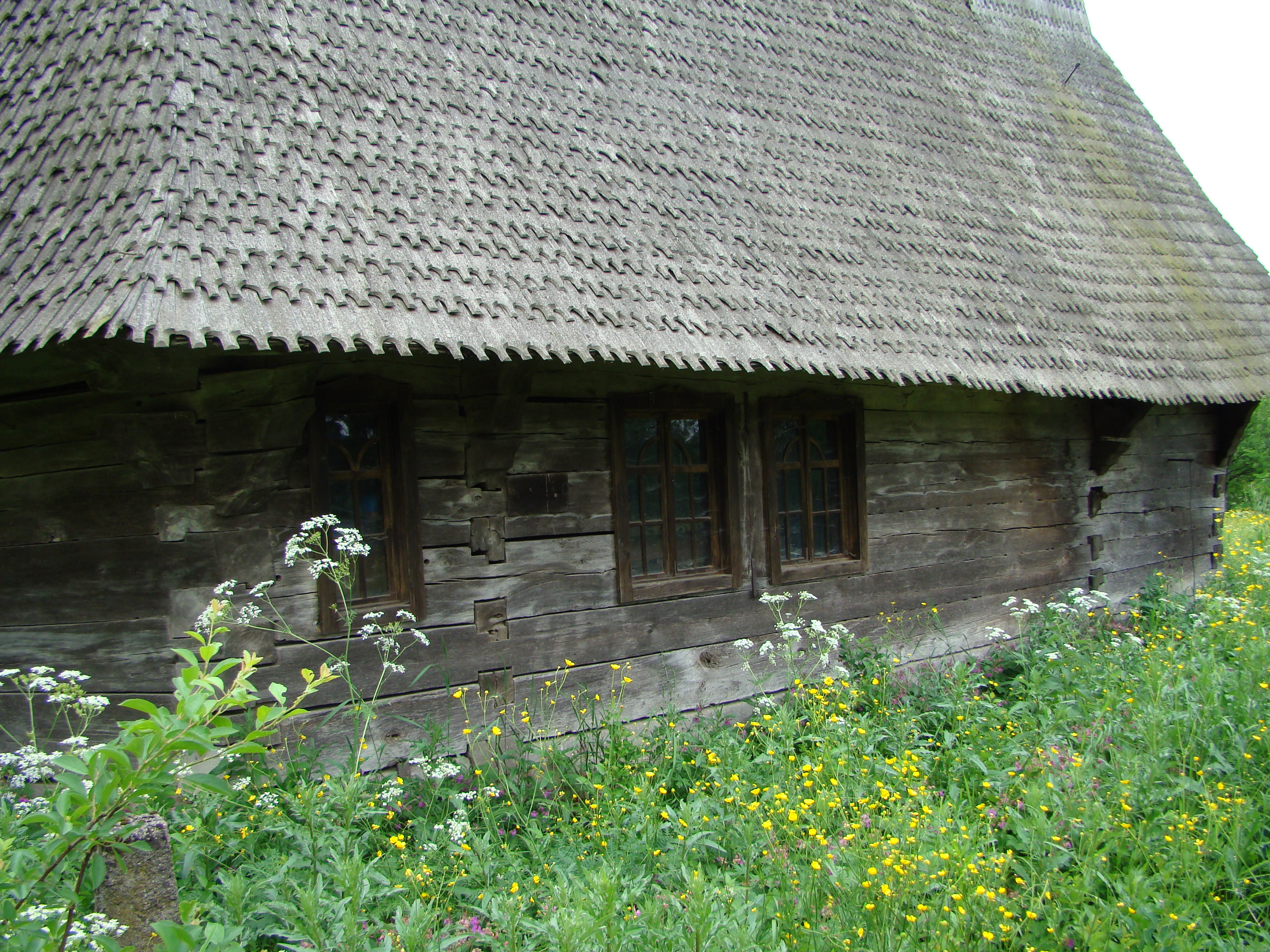
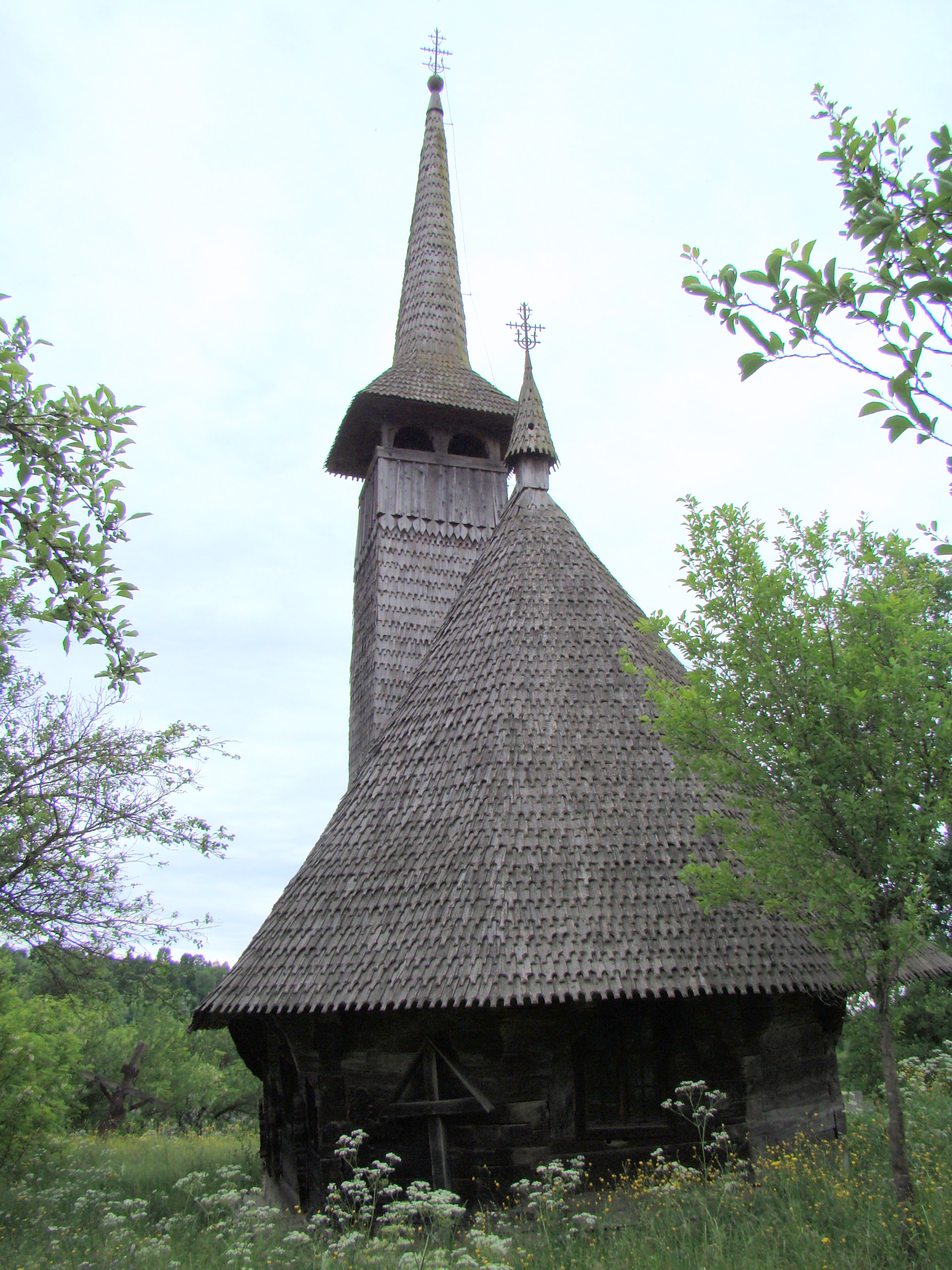
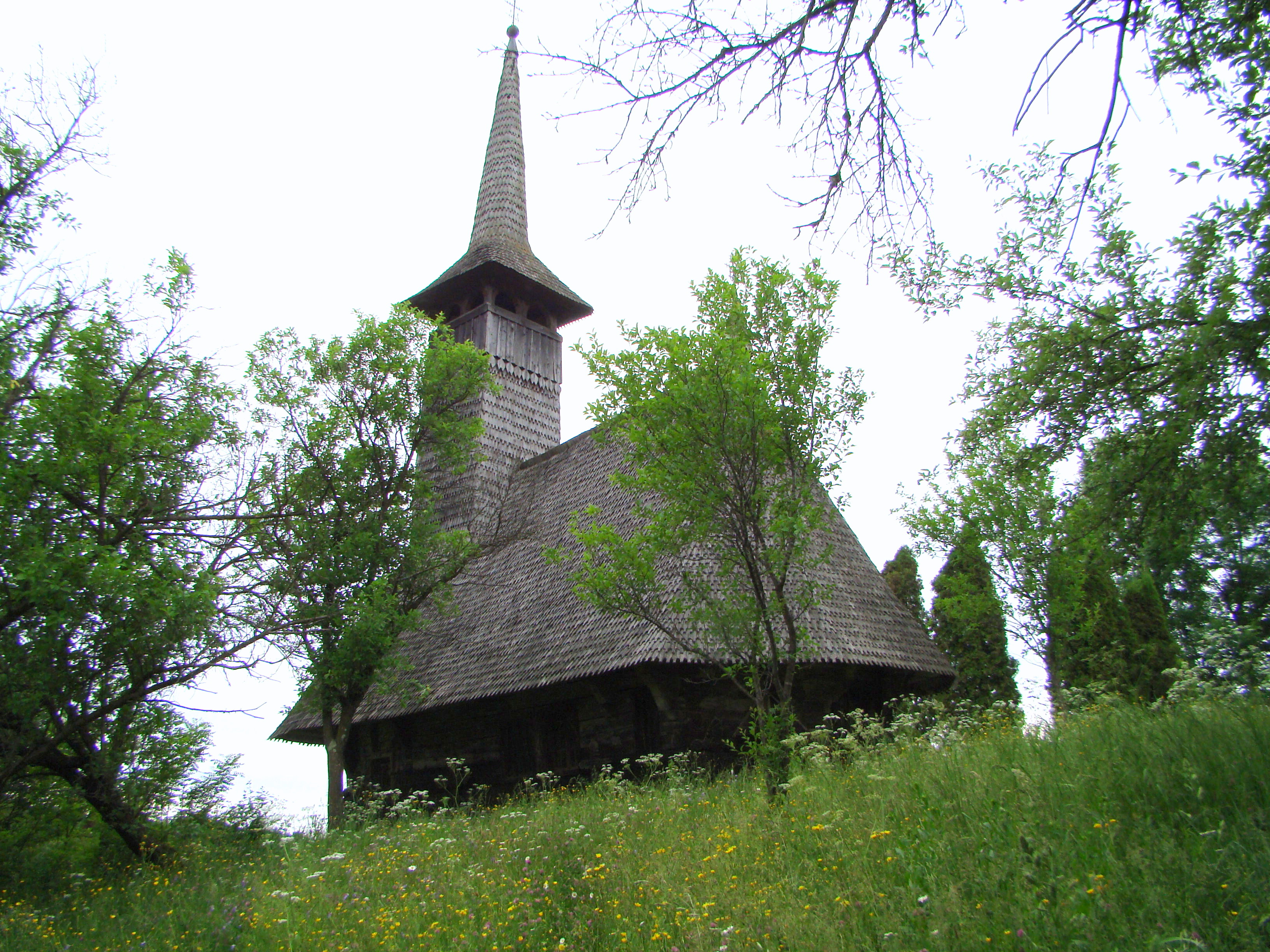
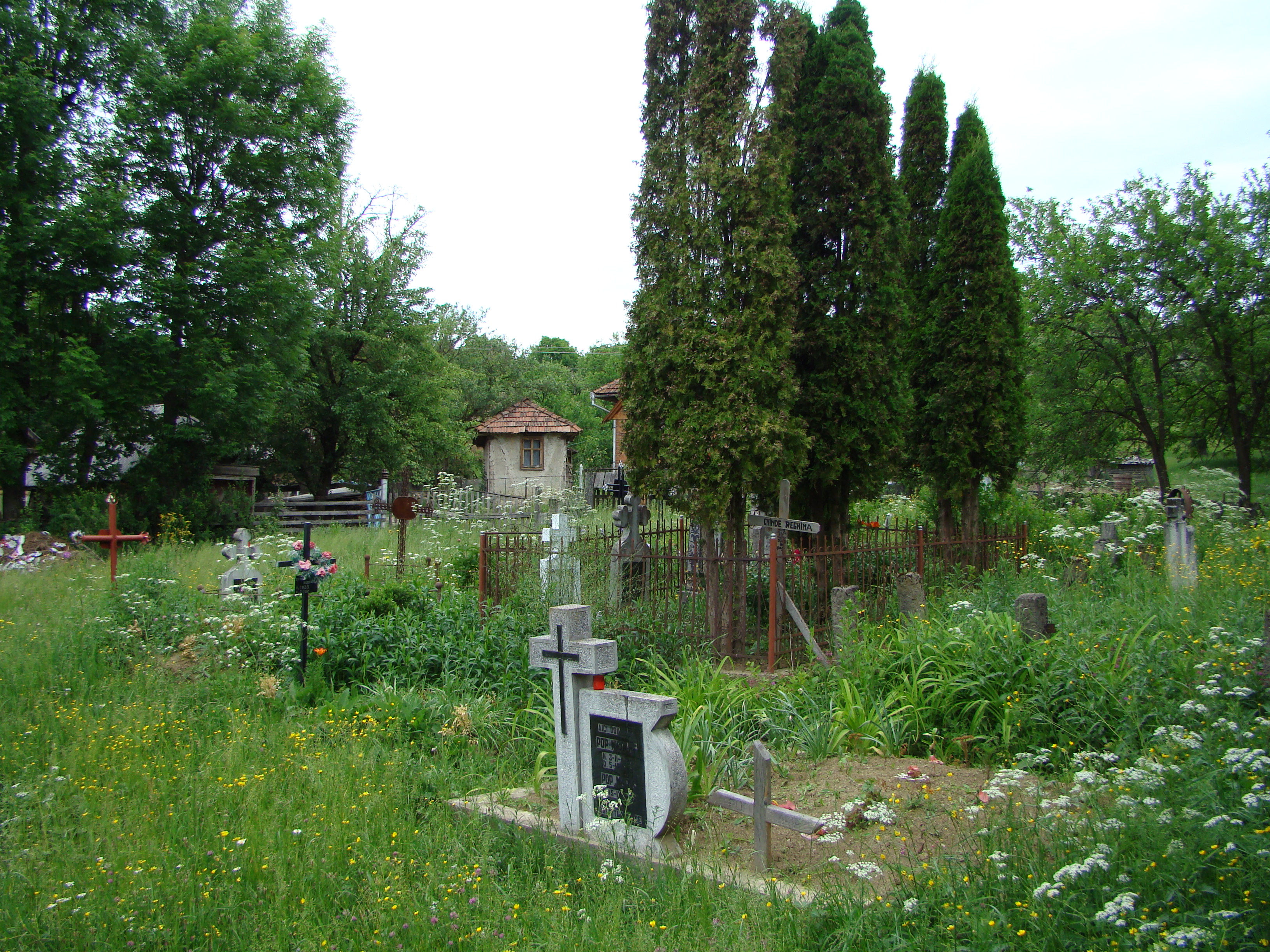
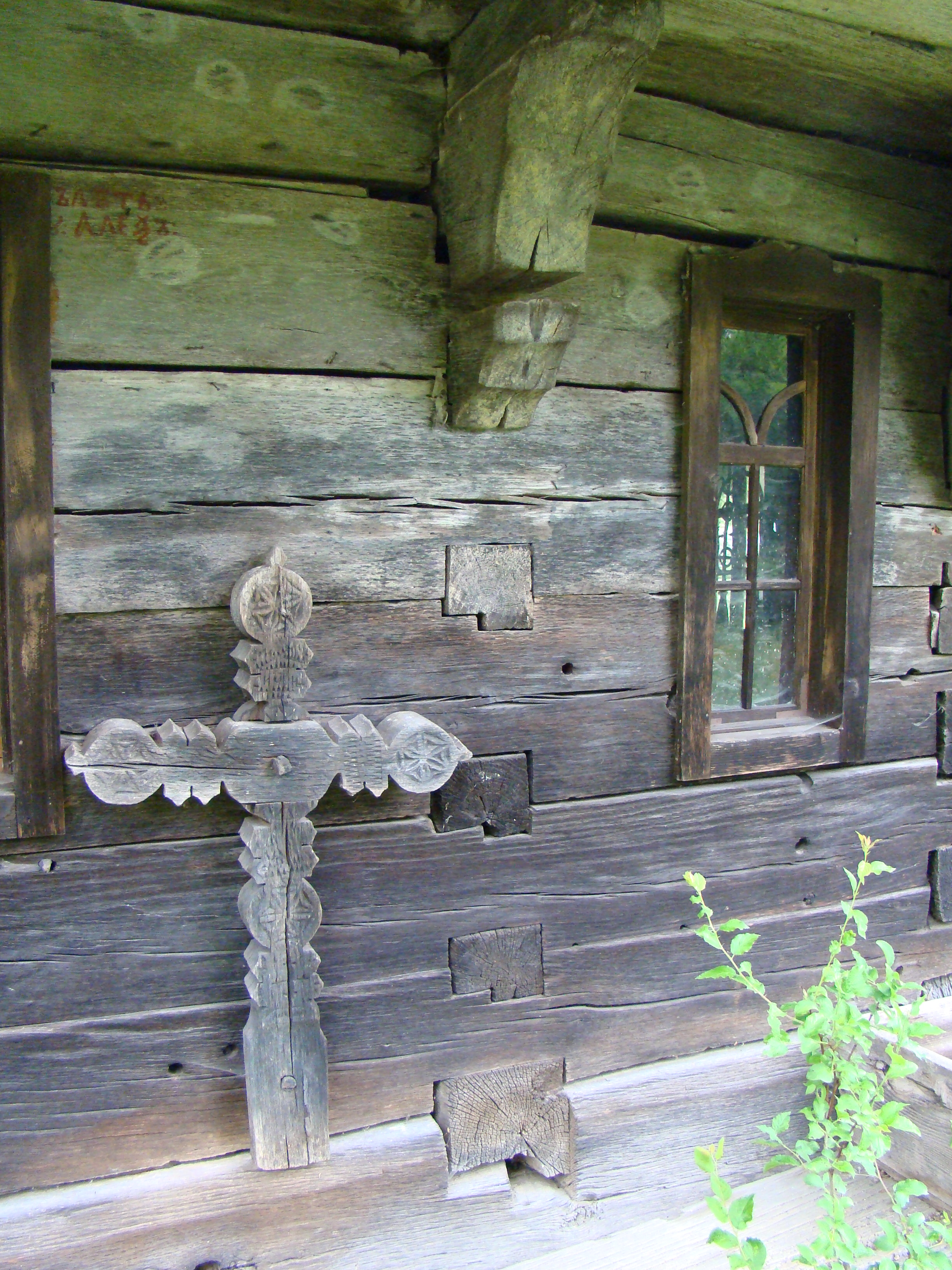
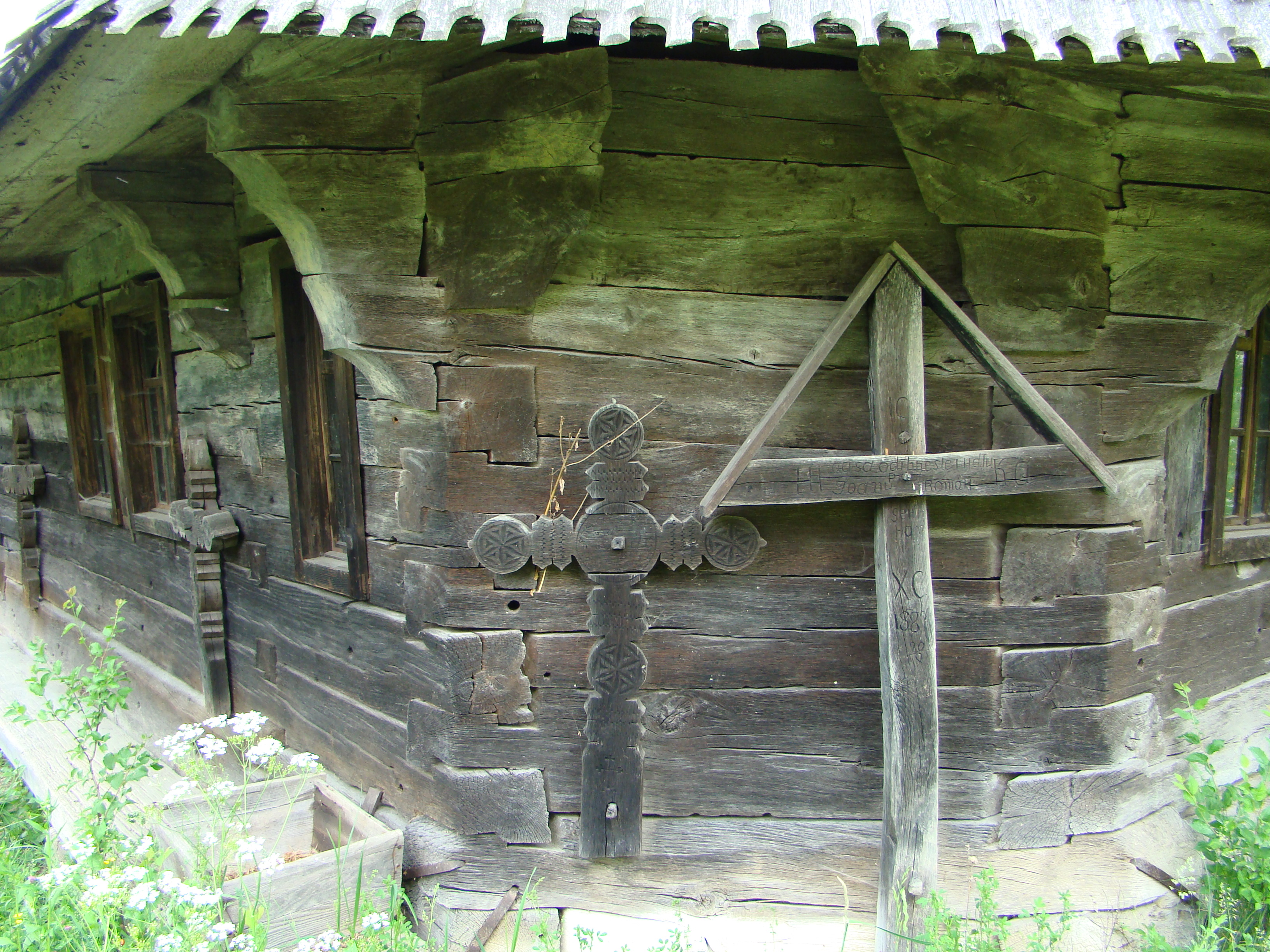
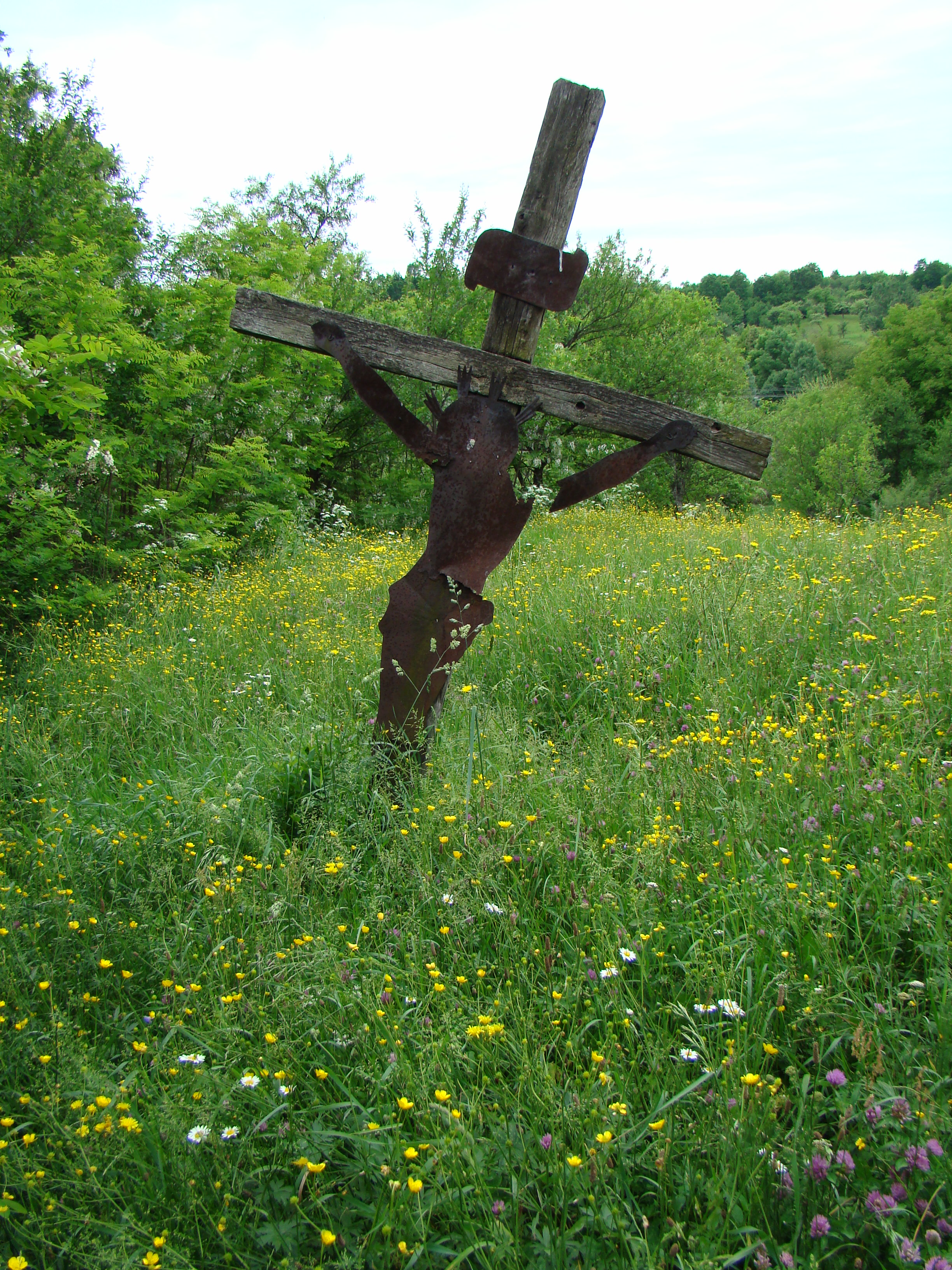
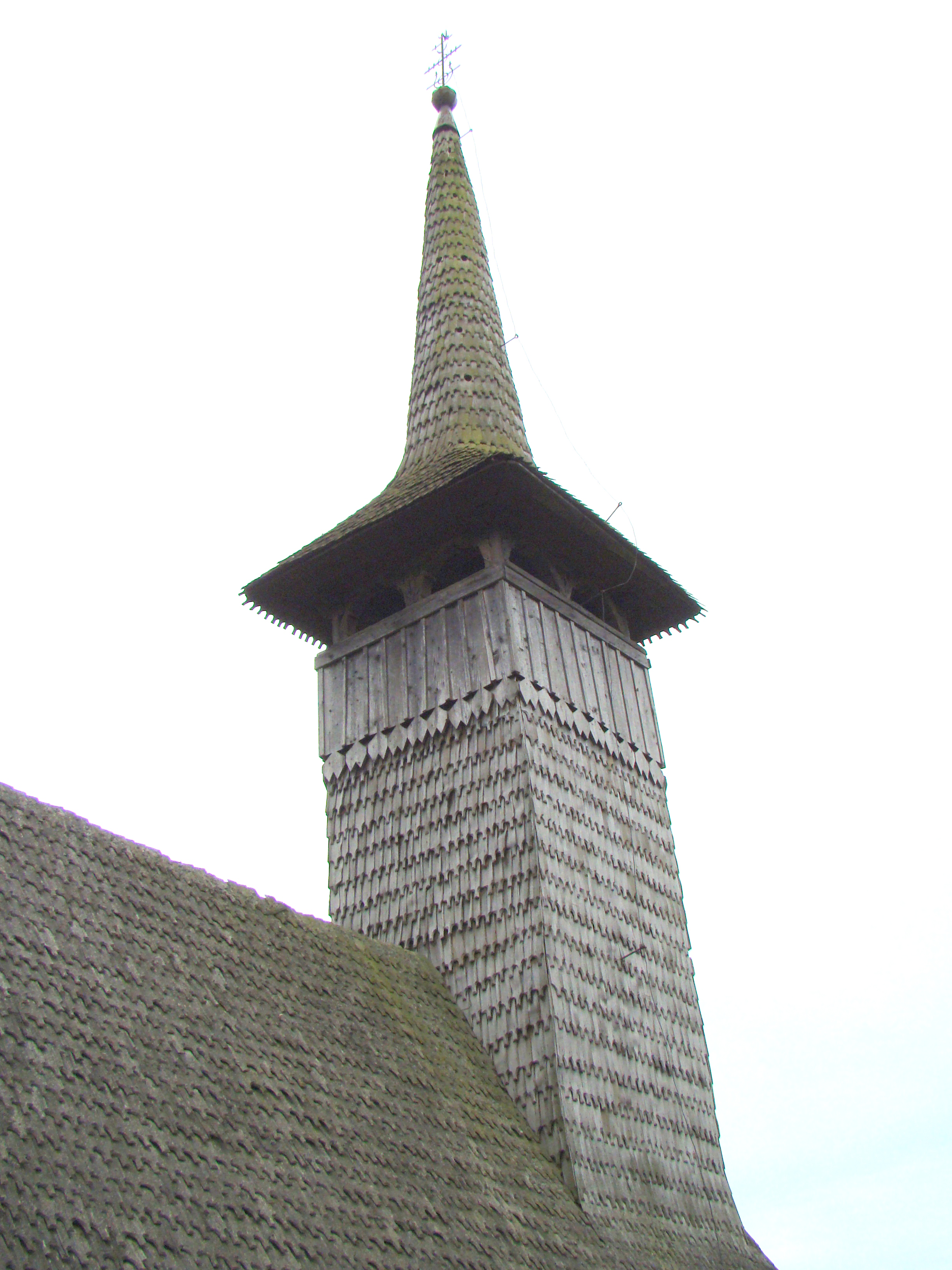
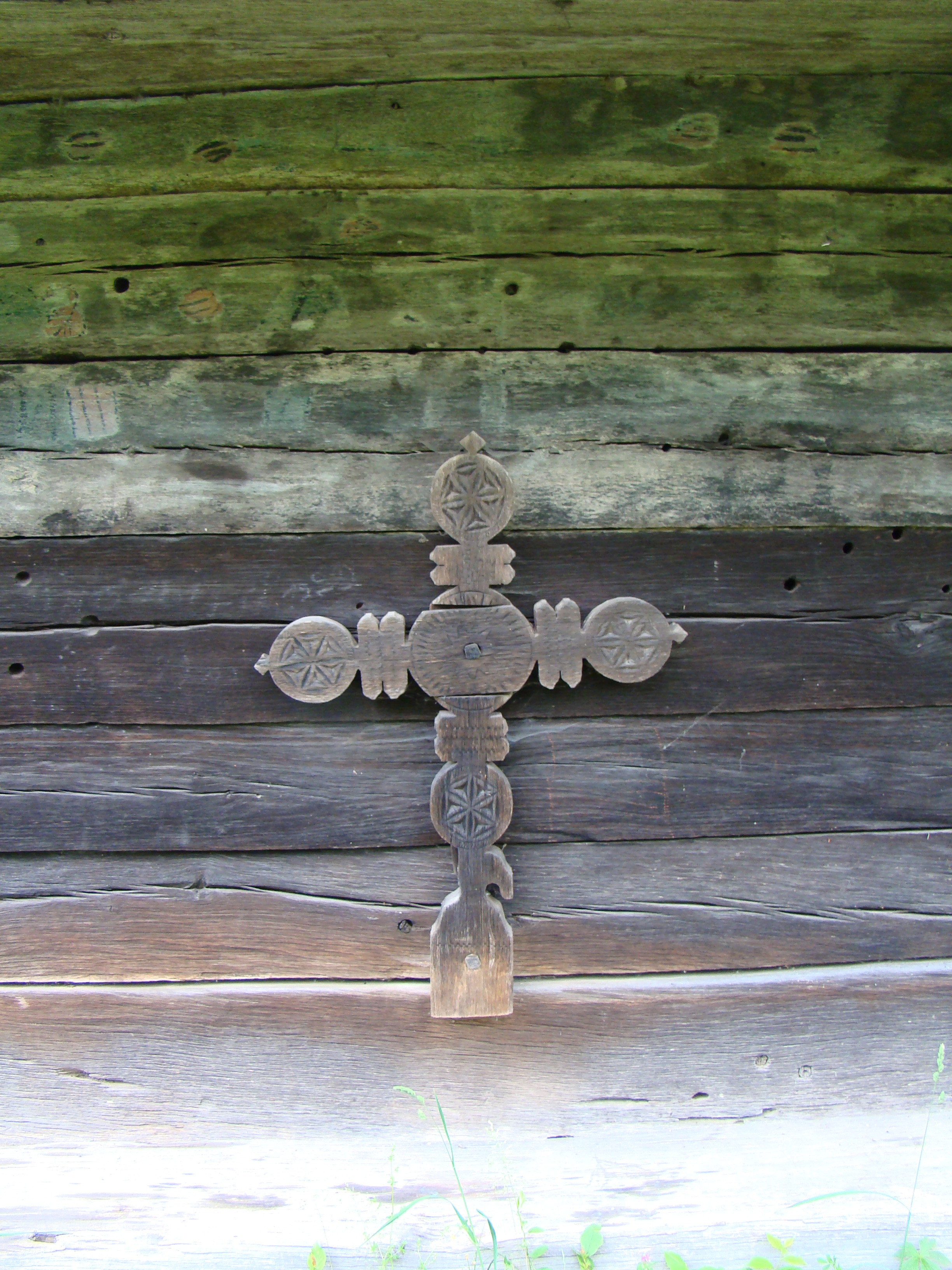
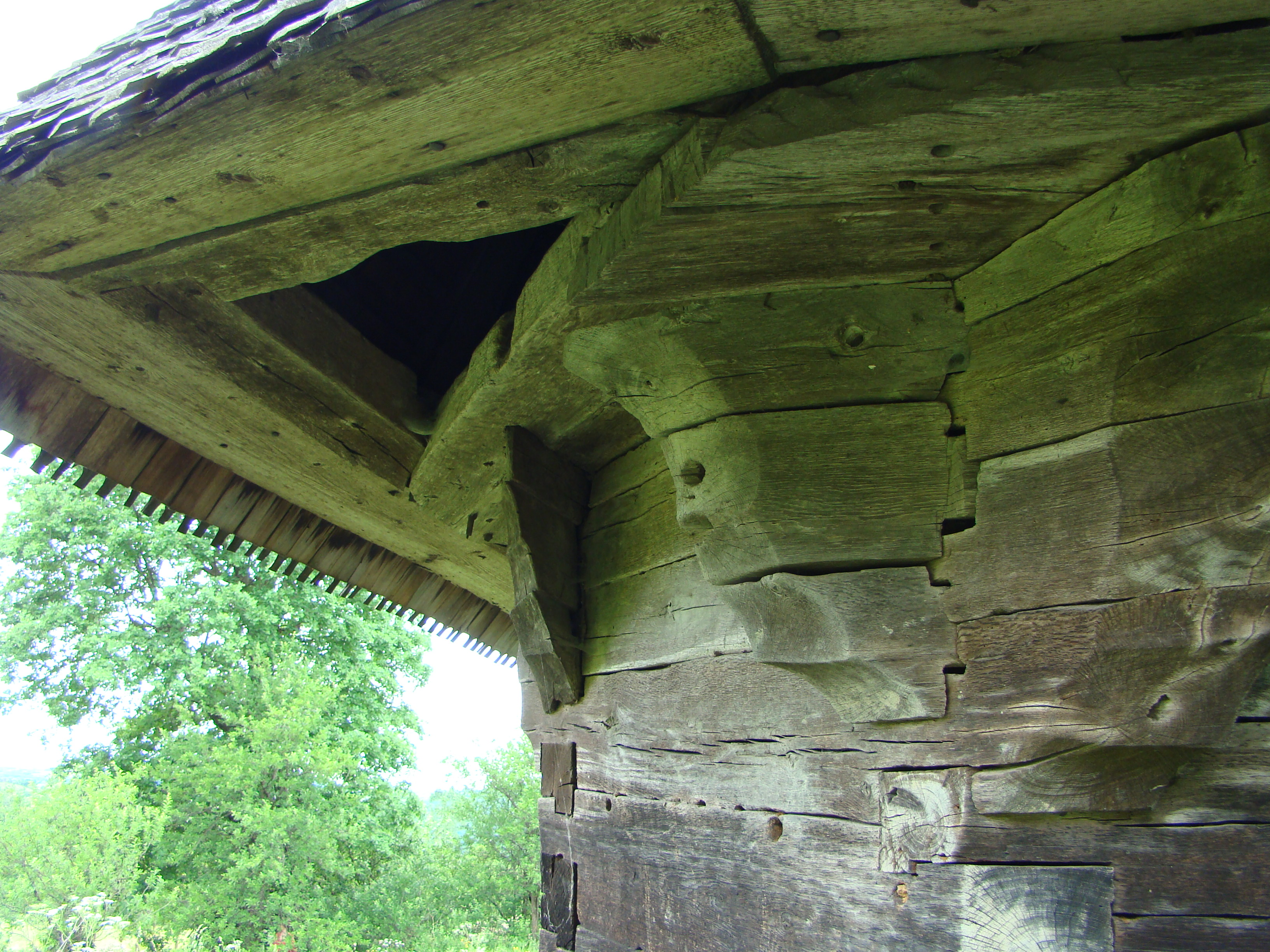
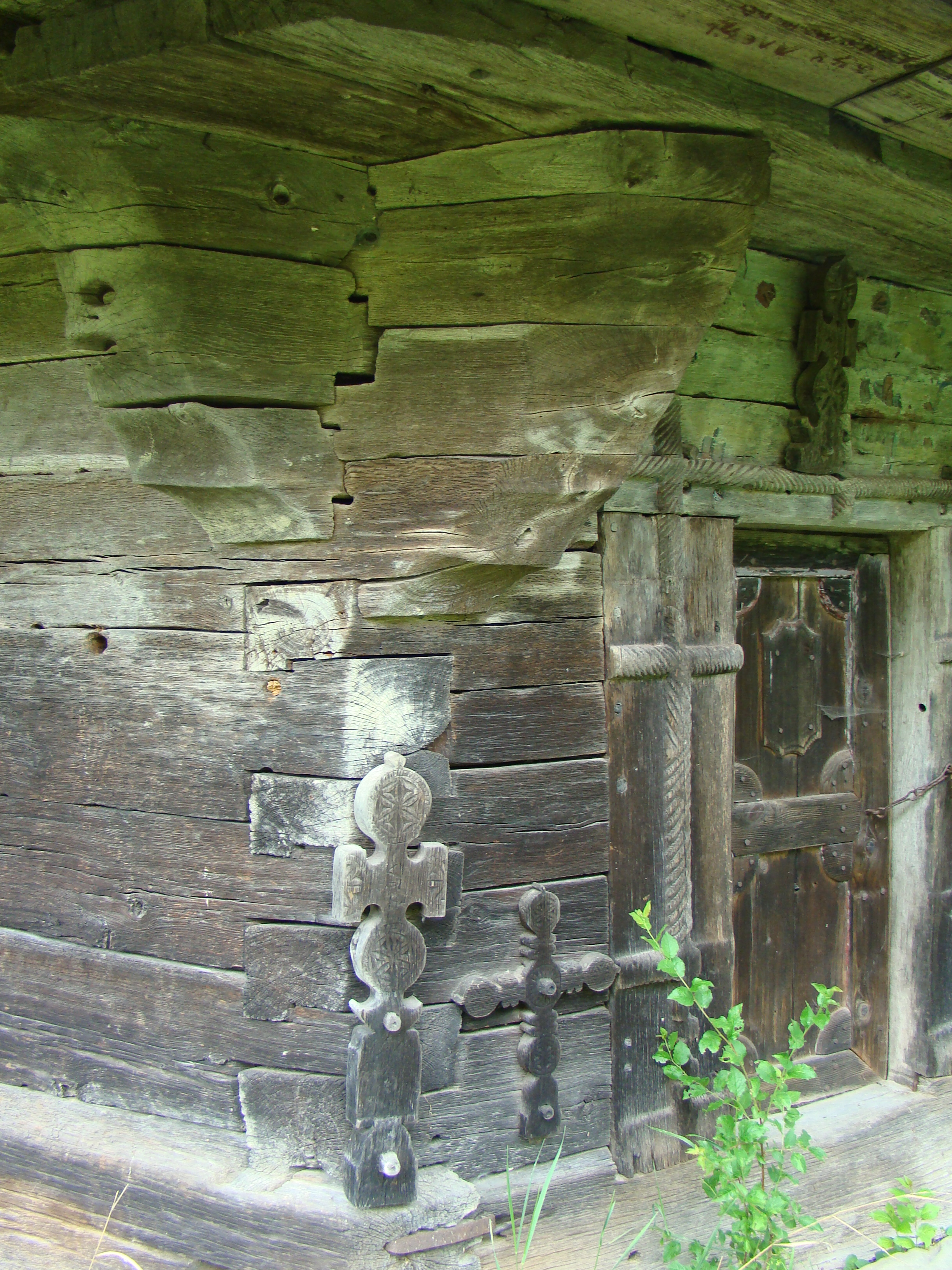
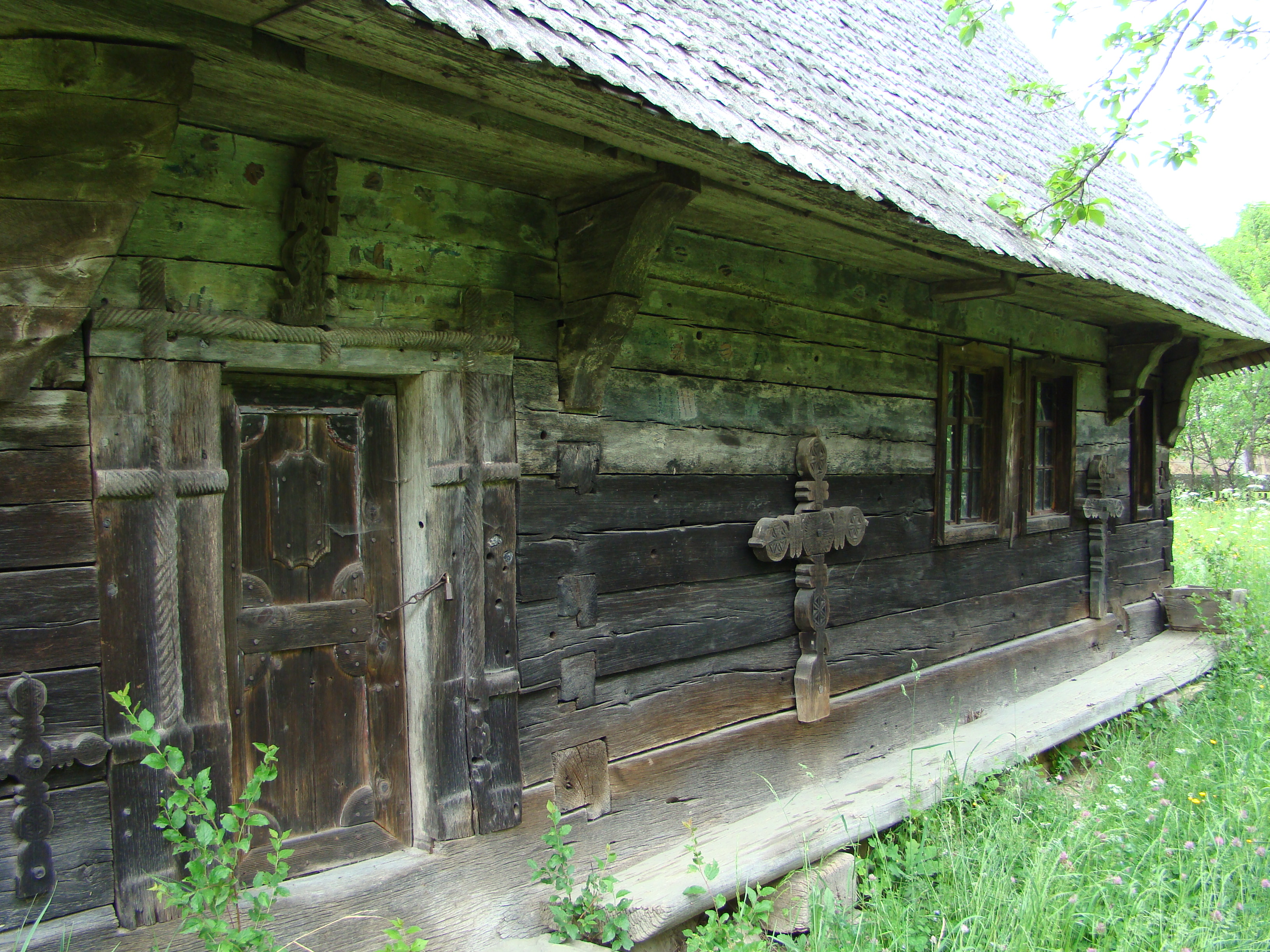
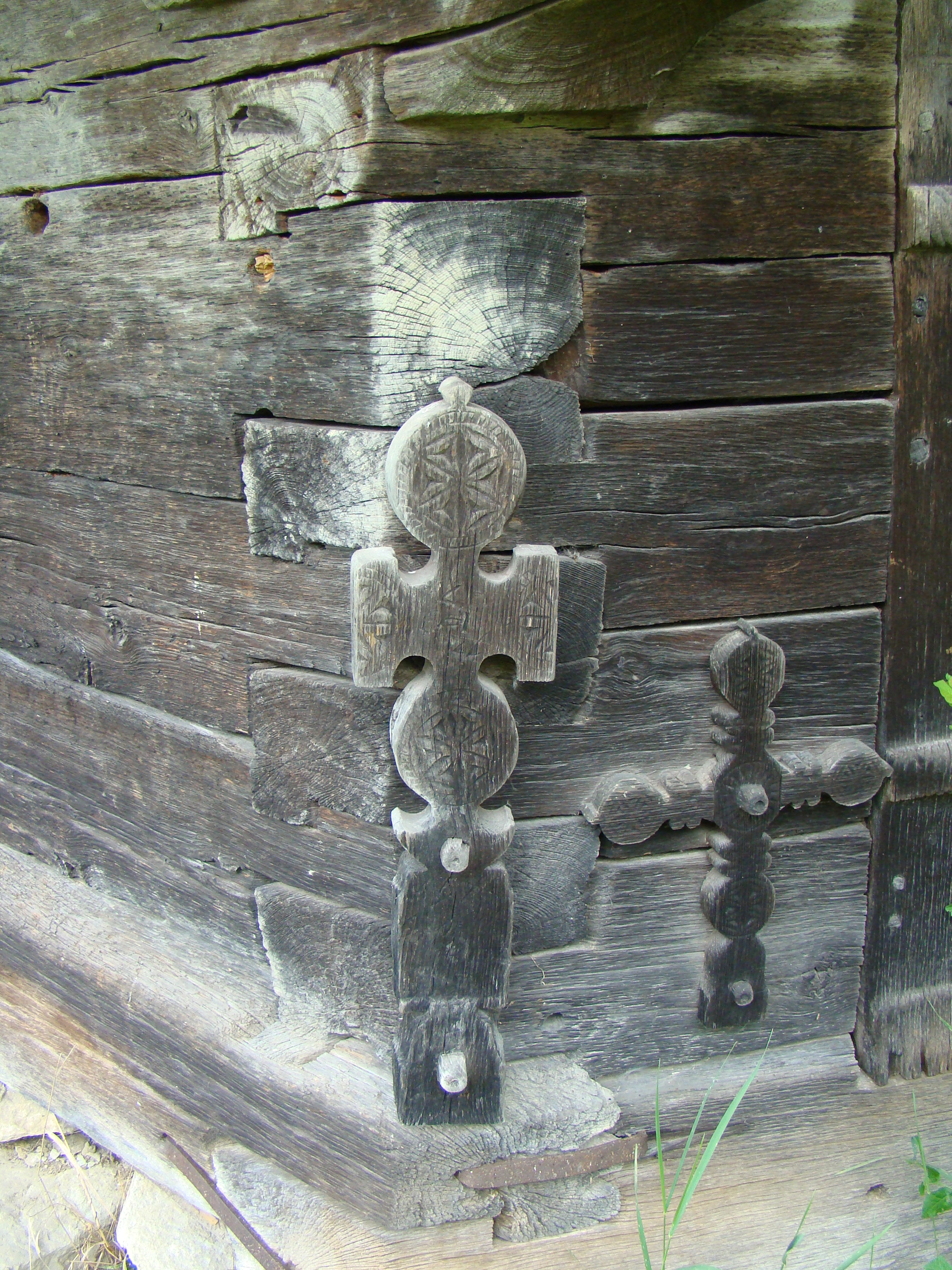
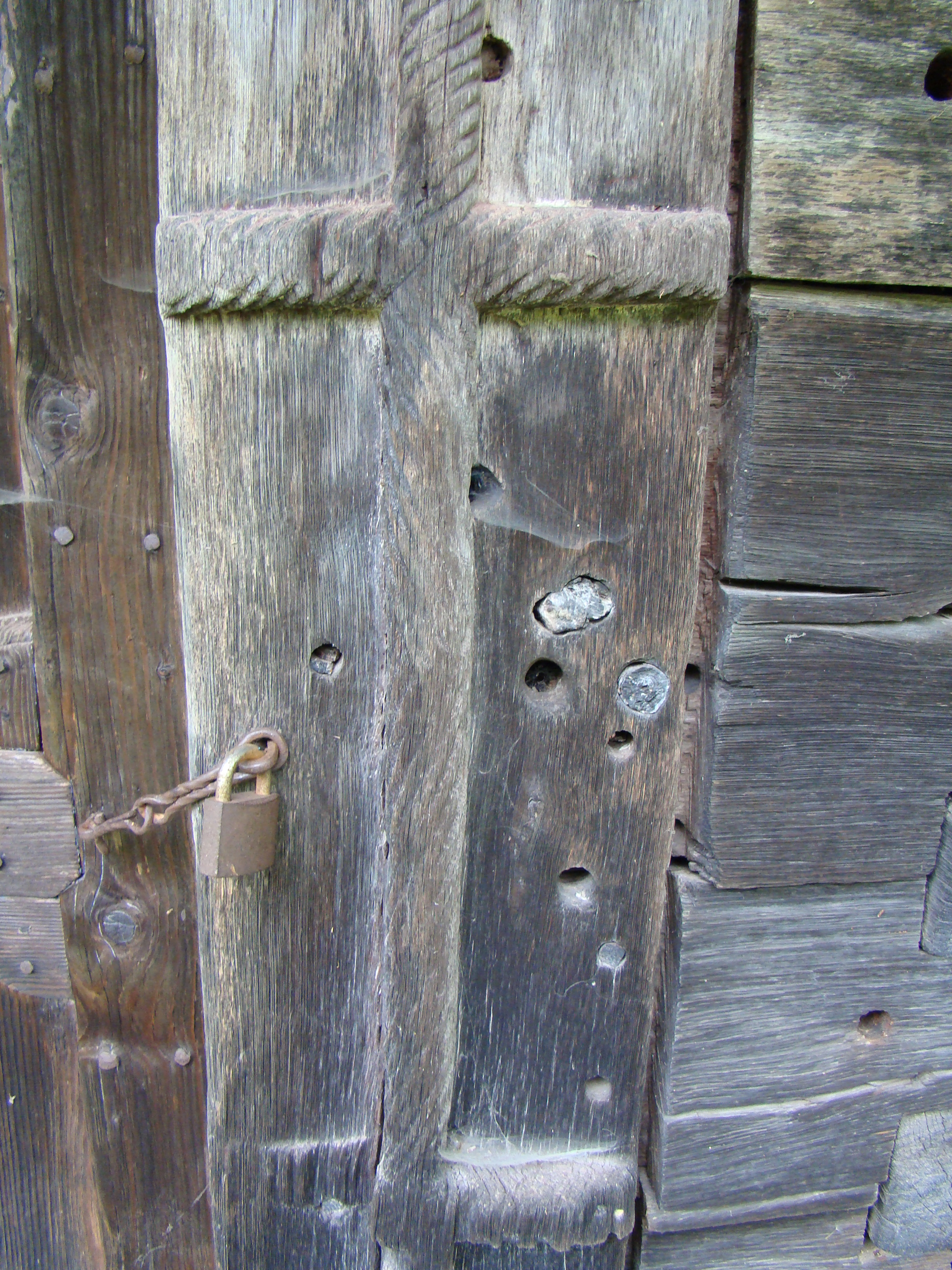
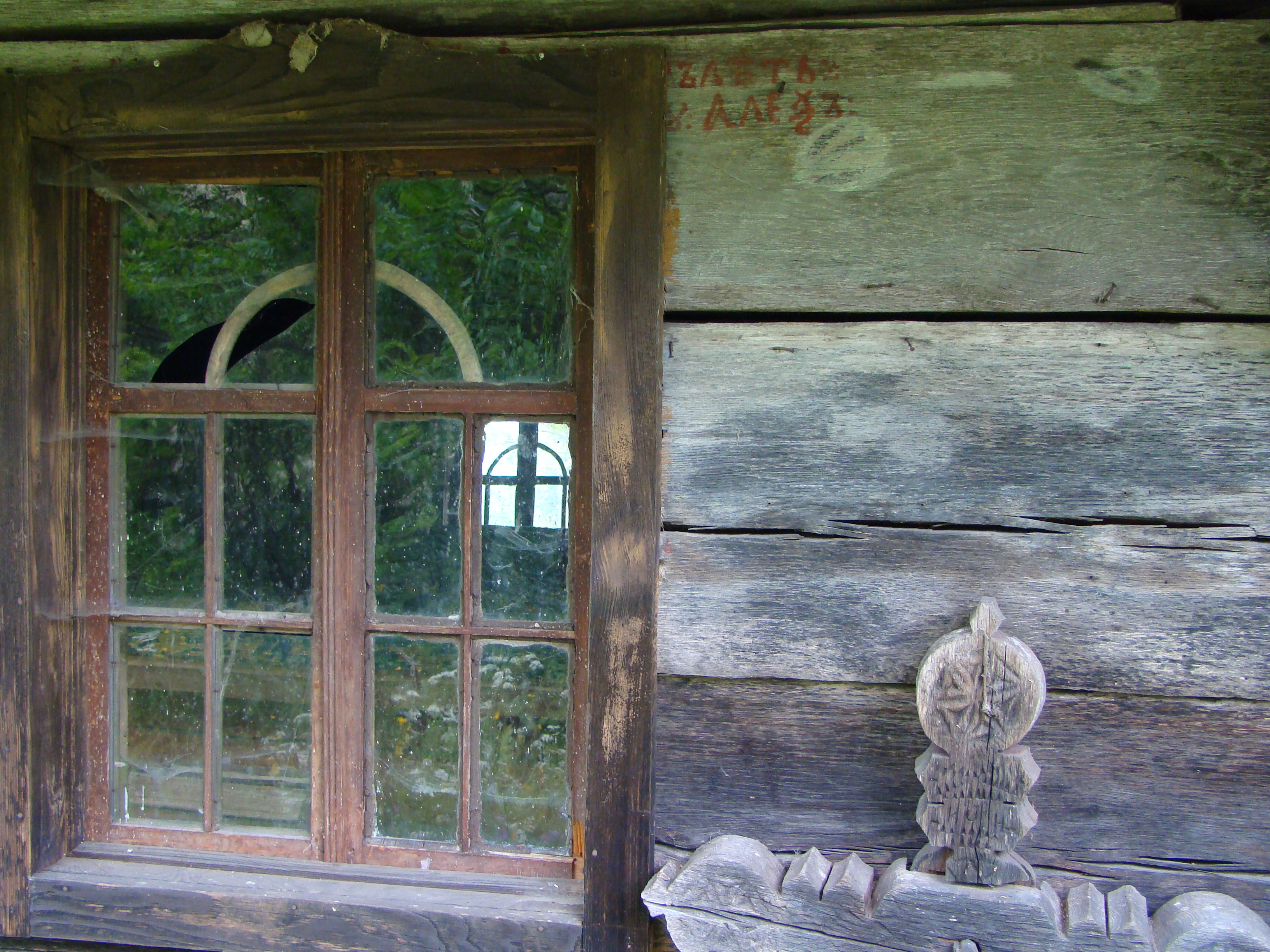
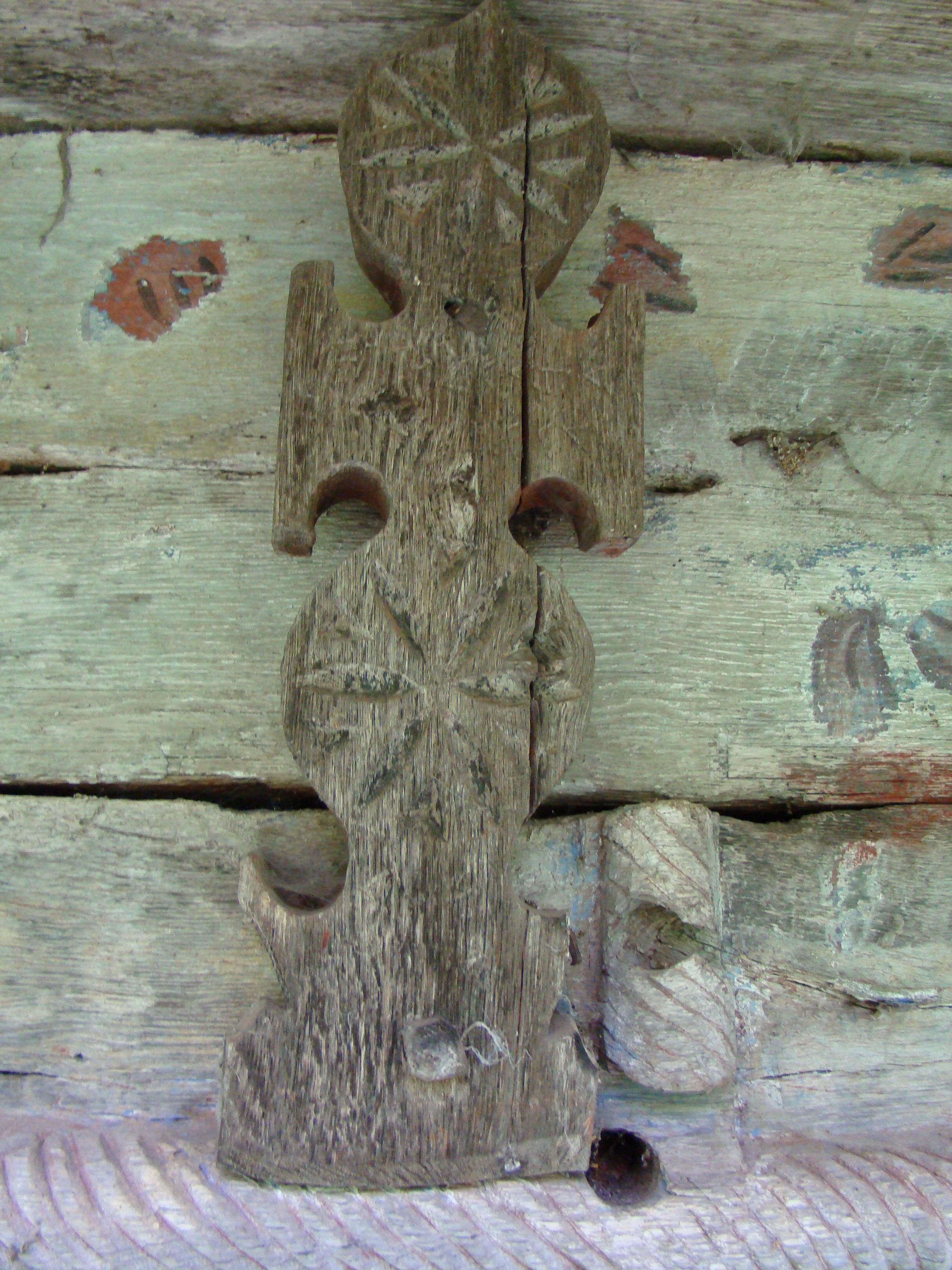
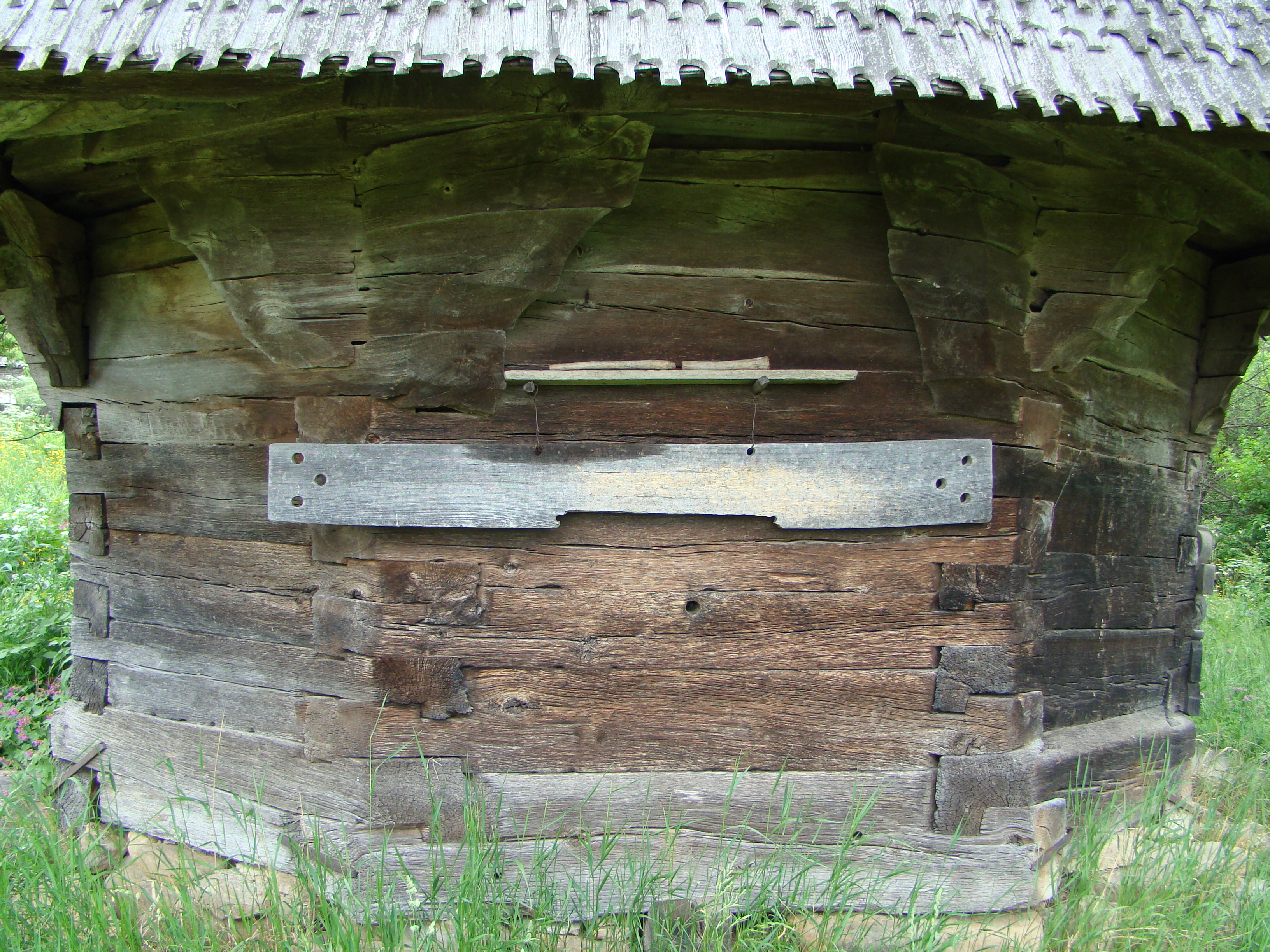
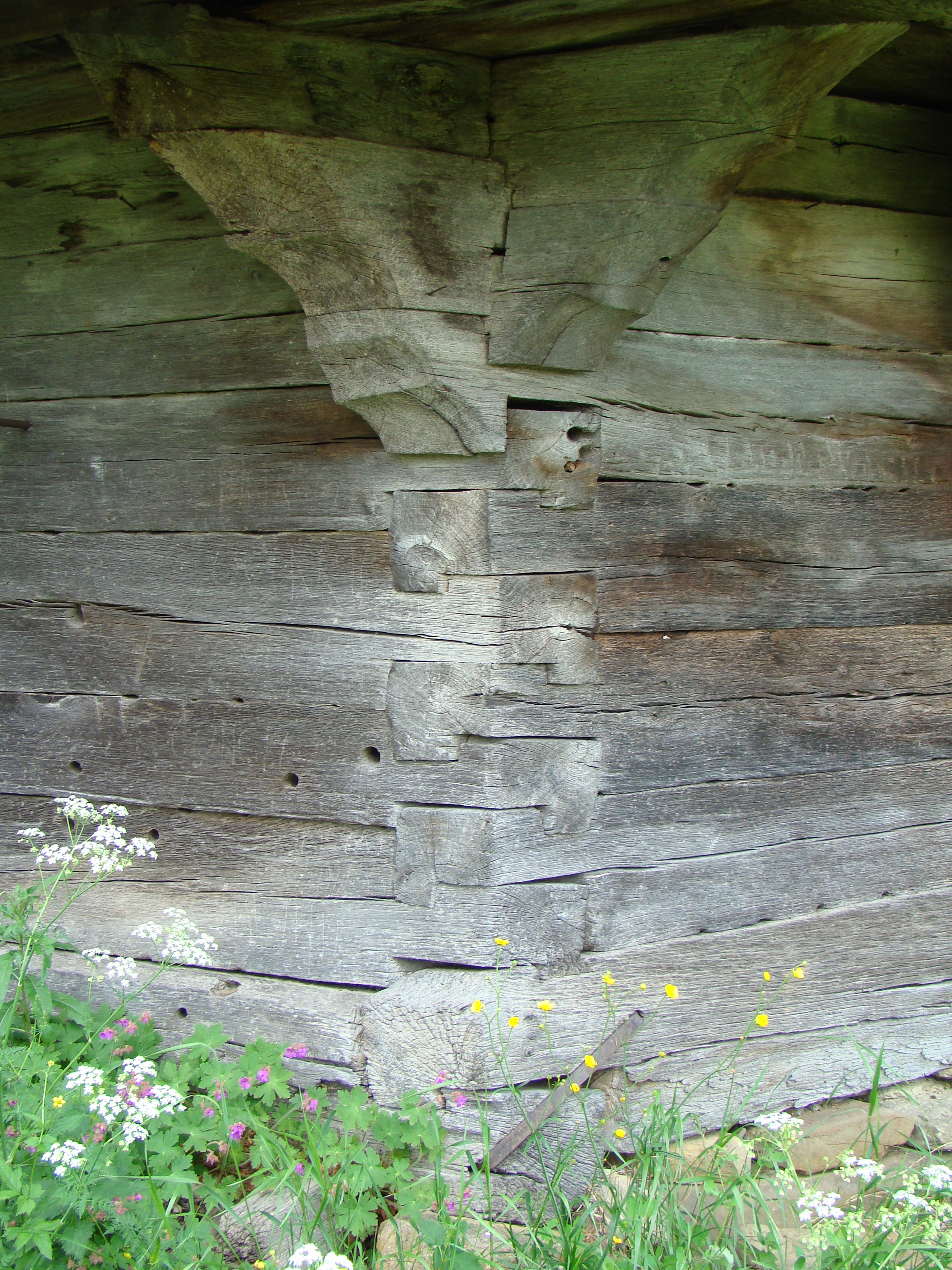
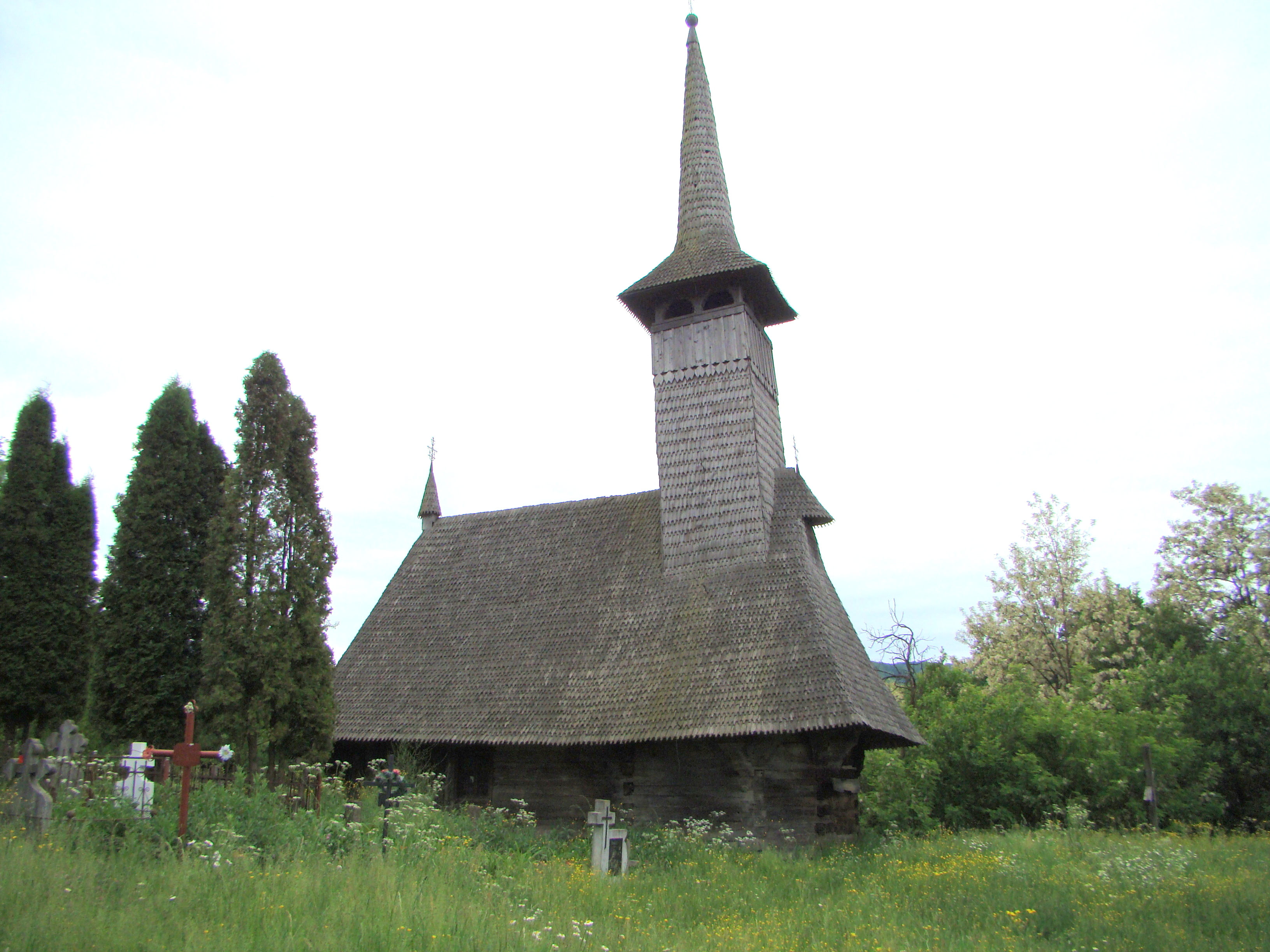
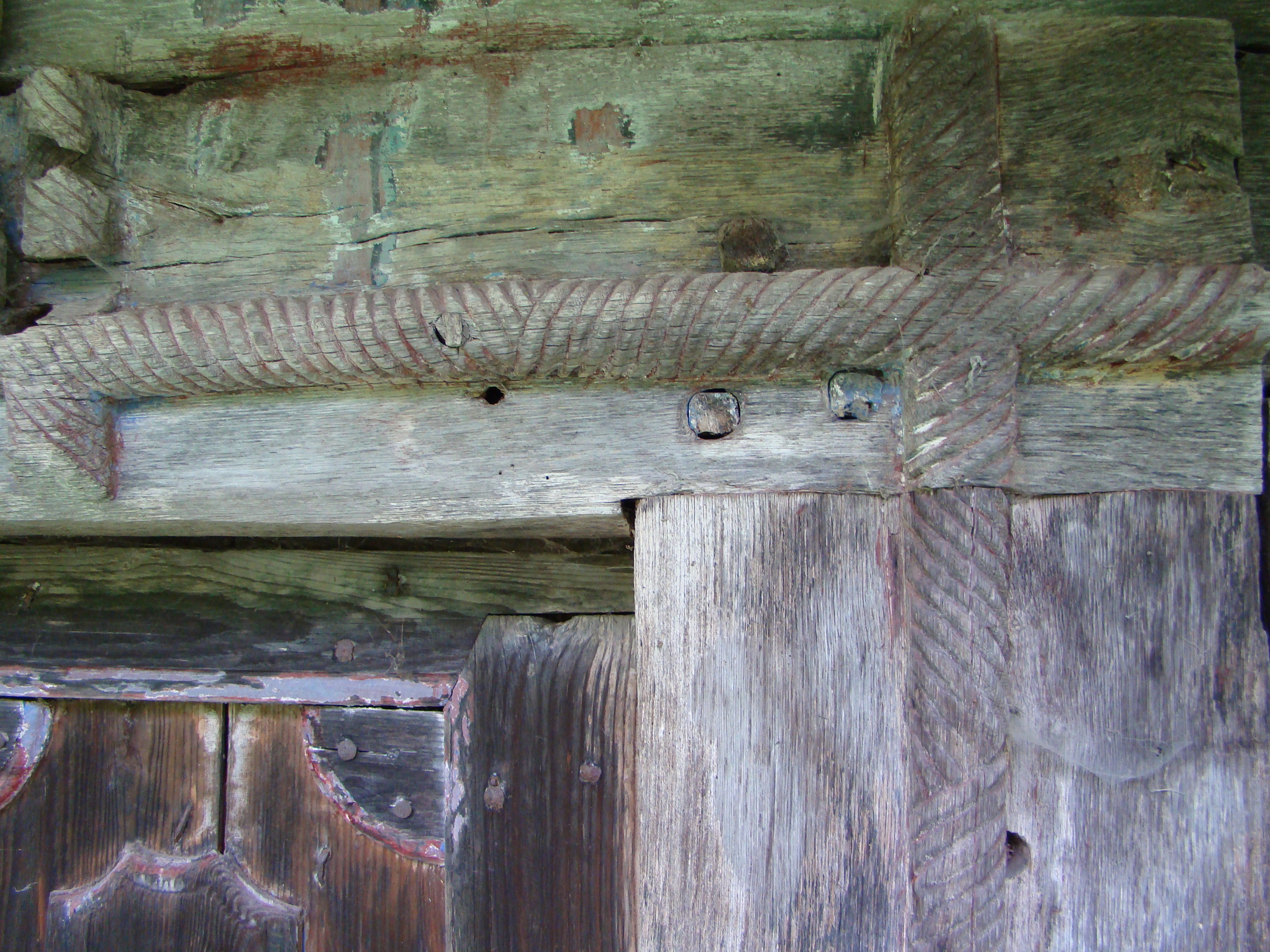
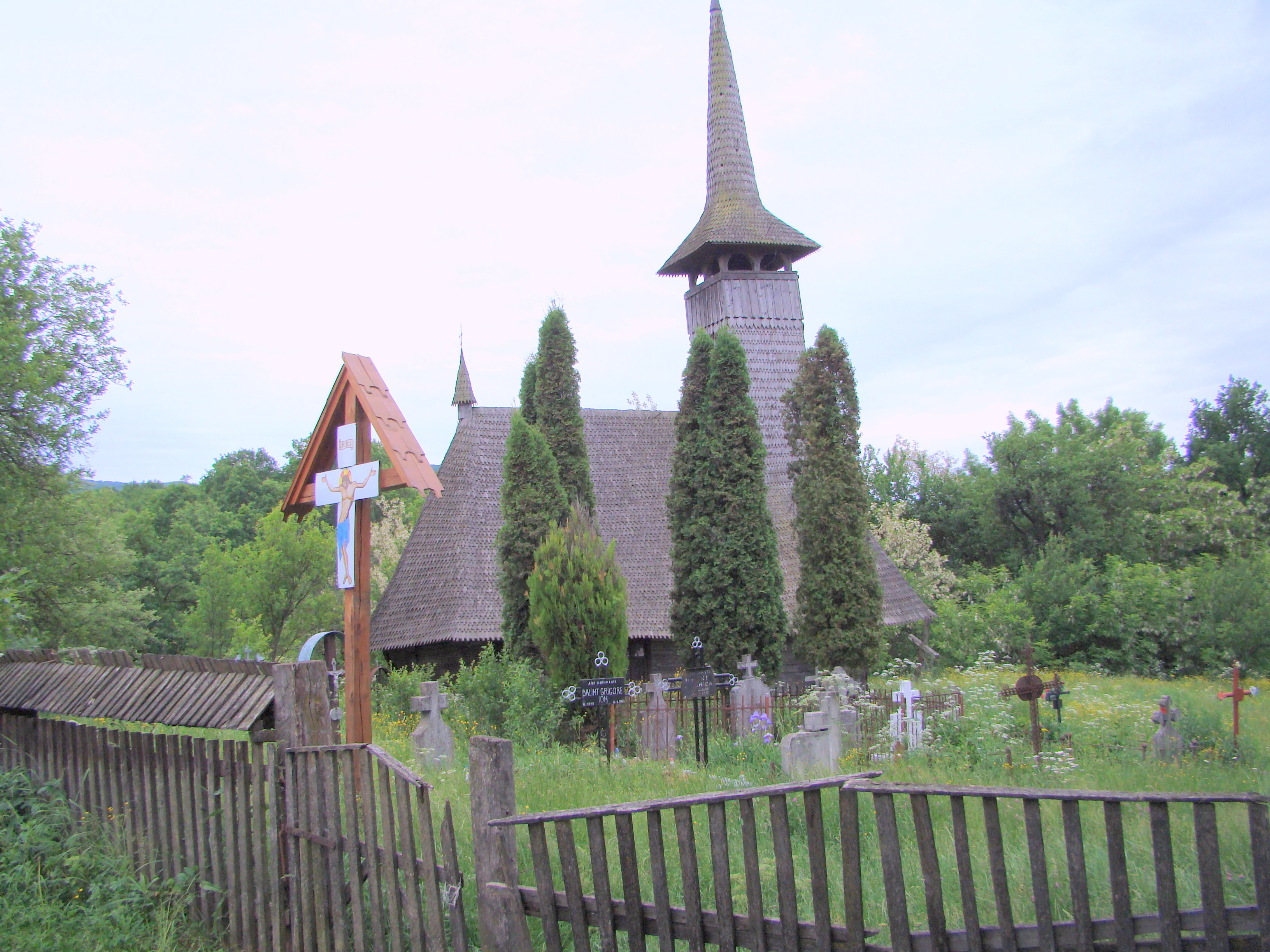
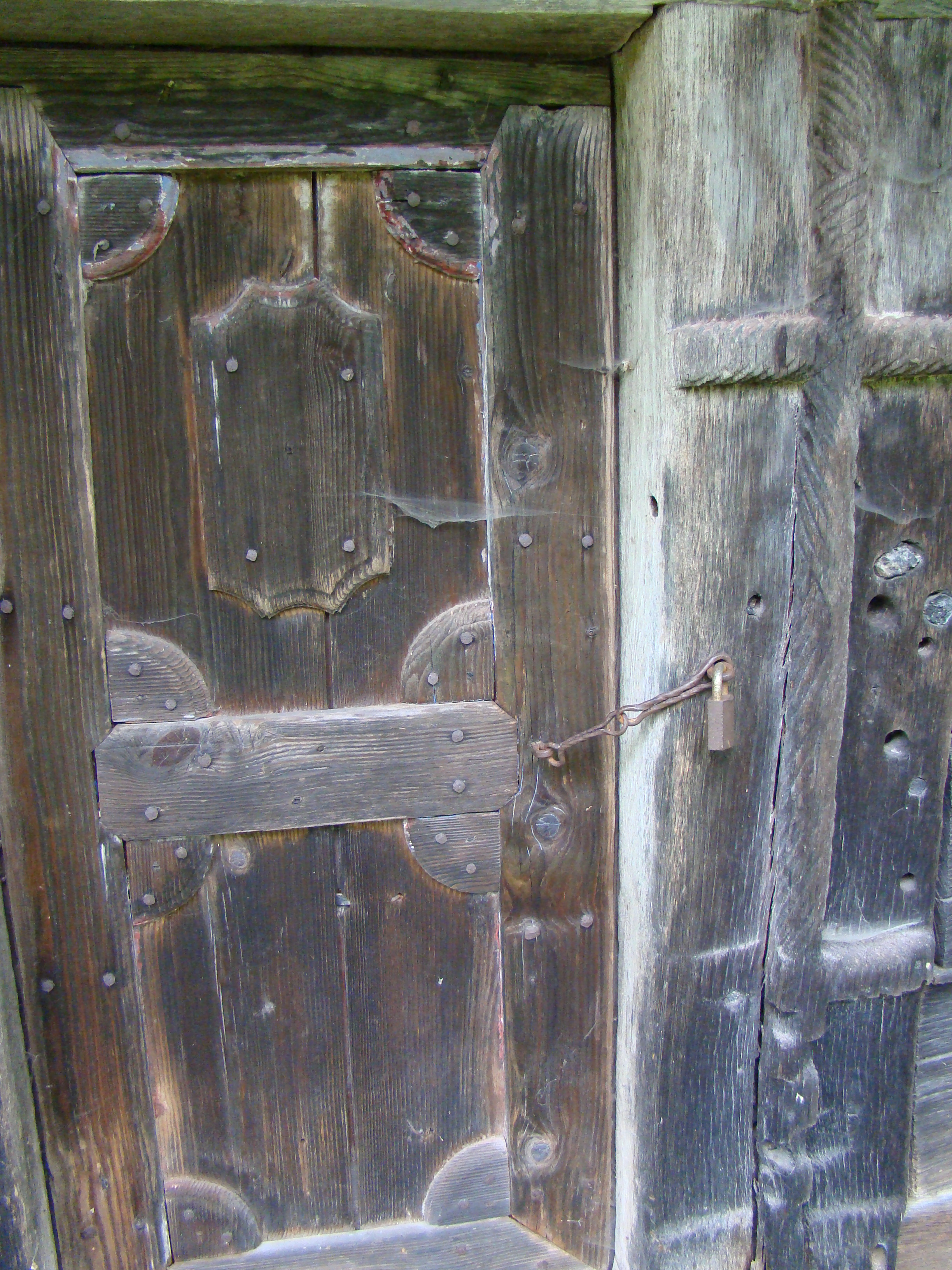
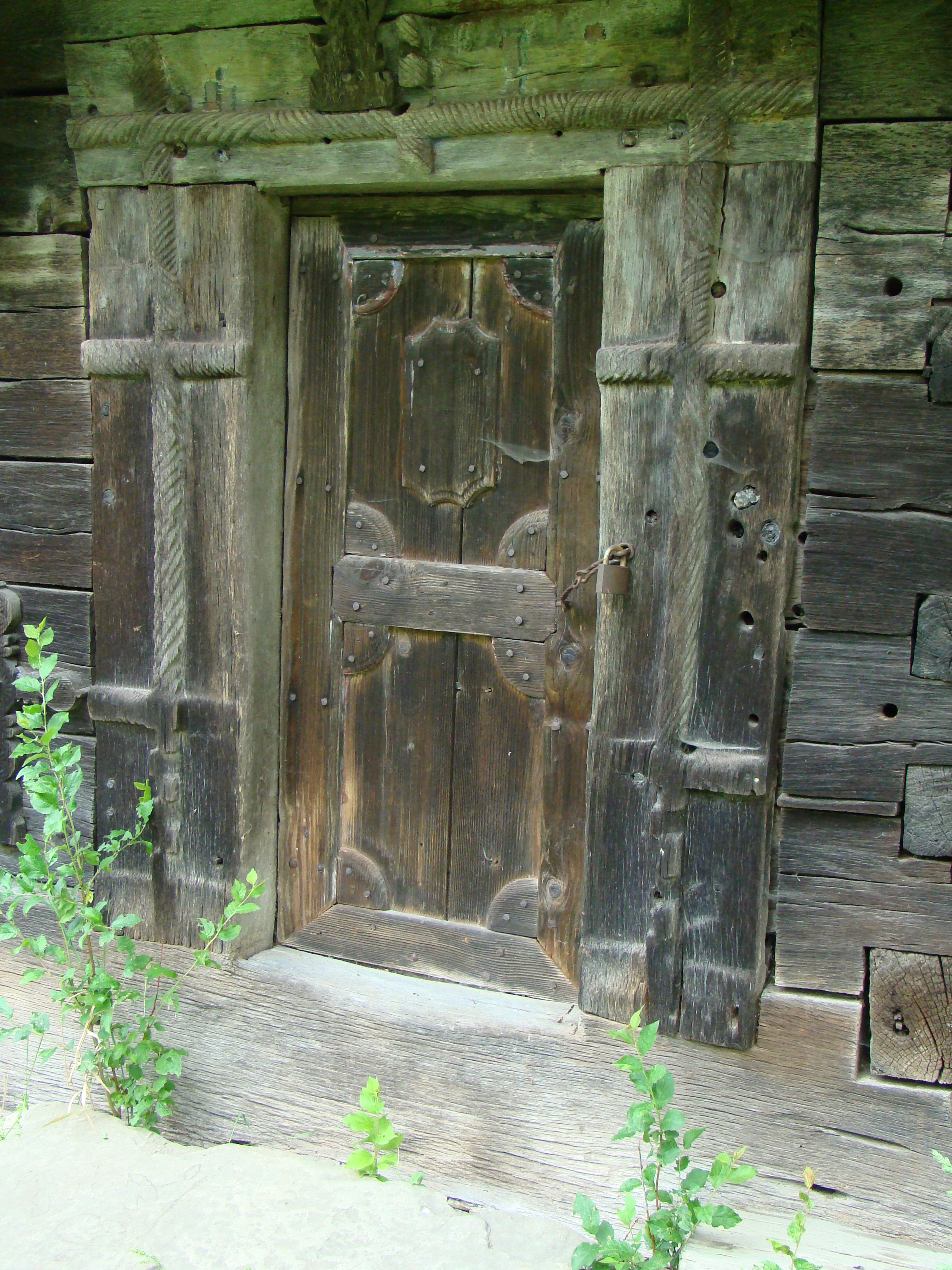
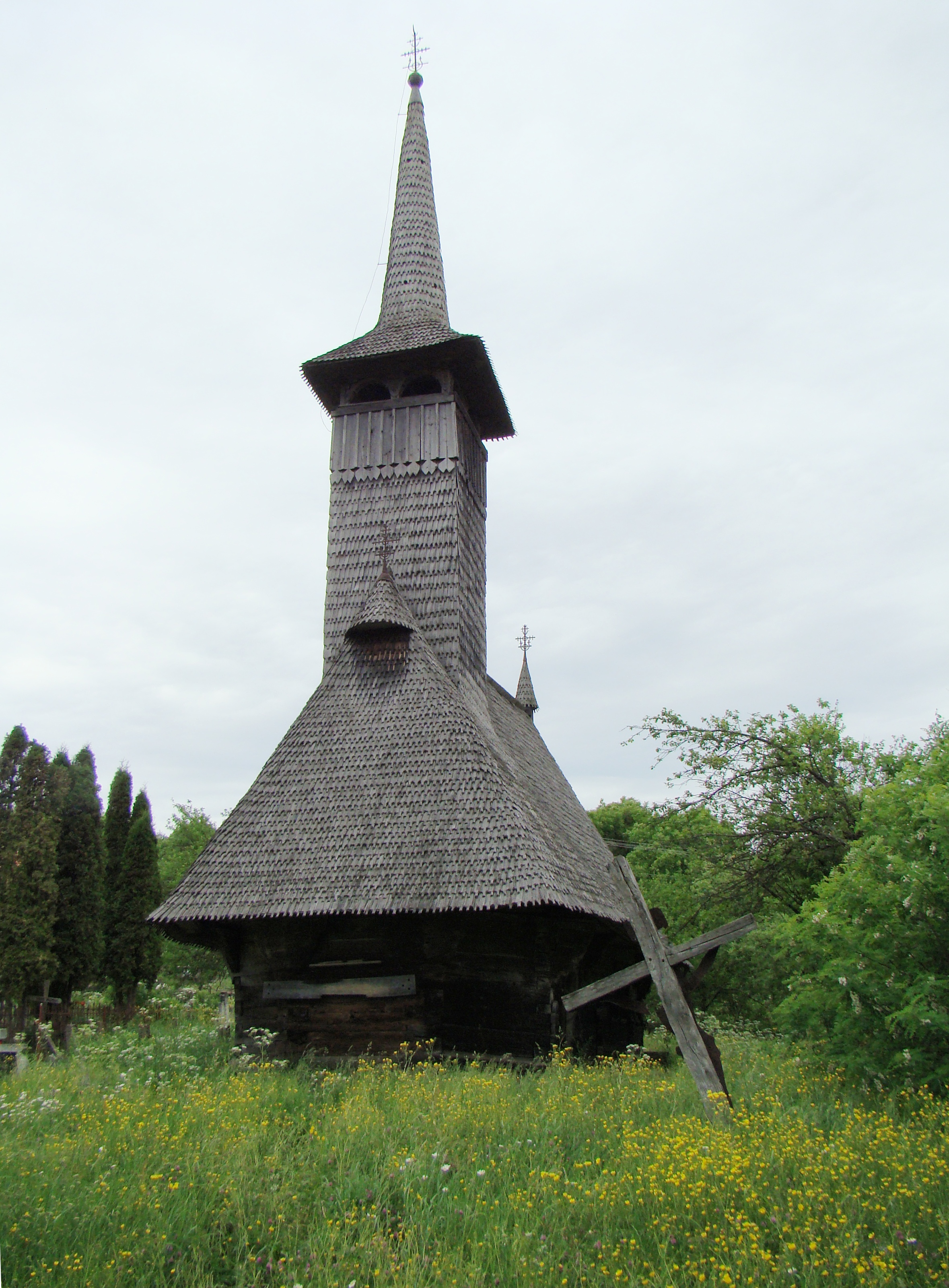